# Danzig

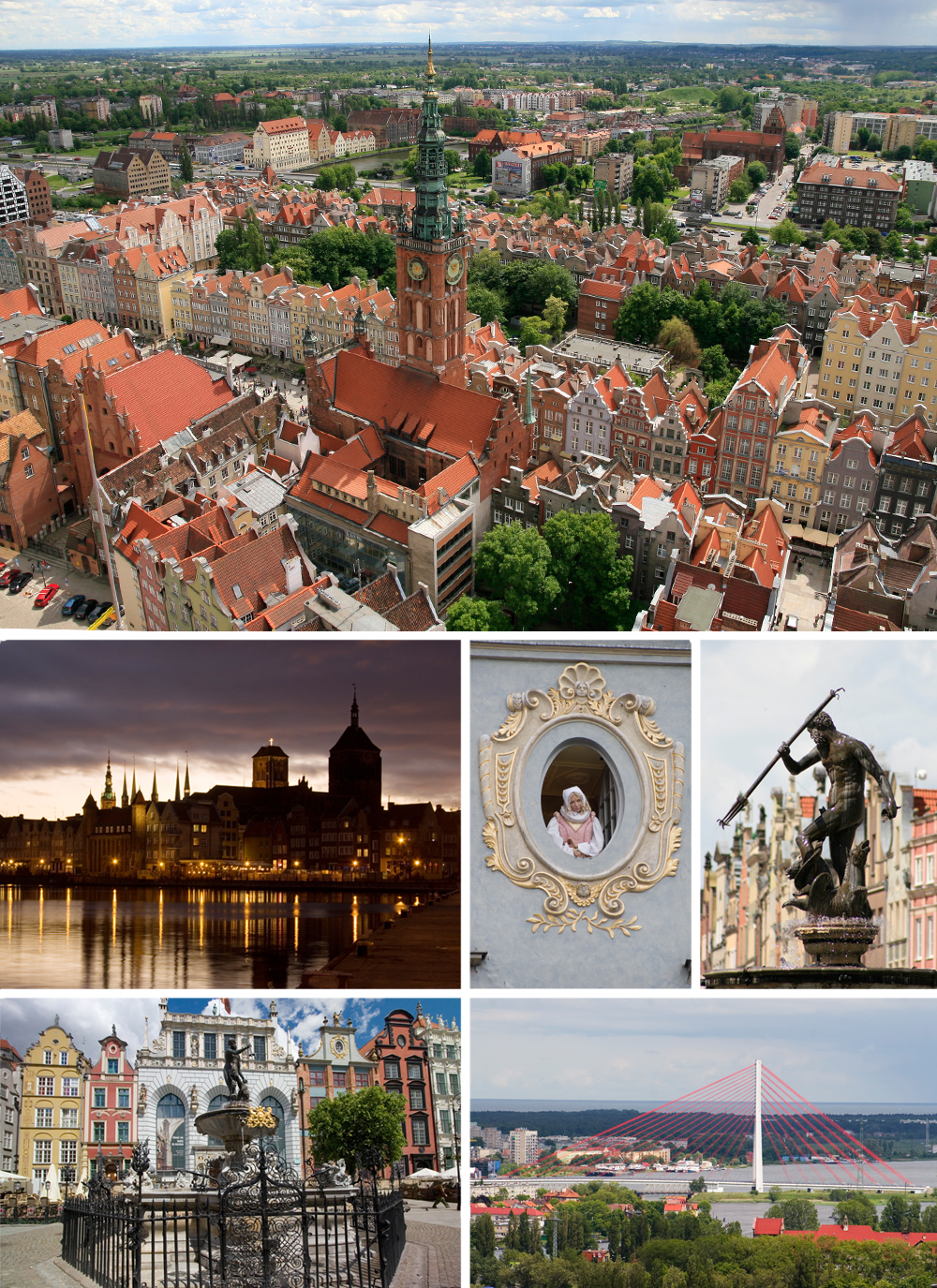
(1) Blick von der Marienkirche auf das Rechtstädtische Rathaus und die Langgasse, (2) Blick von der Motława auf die Stadt, (3) Die Dame aus dem Fenster, (4) Neptunbrunnen, (5) Artushof mit Neptunbrunnen, (6) Papst-Johannes-Paul-II.-Brücke

Danzig (polnisch Gdańsk [ɡdaɲsk] Ausspracheⓘ, kaschubisch Gduńsk, lateinisch Gedanum) ist eine Metropole in der Woiwodschaft Pommern in Polen, deren Hauptstadt sie ist. Die ehemalige Hansestadt ist mit ihren zahlreichen Werften und dem großen Seehafen ein bedeutender Handelsstandort.
Mit über 470.000 Einwohnern ist Danzig die sechstbevölkerungsreichste Stadt des Landes. Zusammen mit der industriell geprägten Hafenstadt Gdynia (Gdingen) und dem Erholungsort Sopot (Zoppot) bildet Danzig das Zentrum der Metropolregion Dreistadt (Trójmiasto). Im gesamten städtisch geprägten Ballungsraum Danzig (aglomeracja gdańska) leben mehr als 1,2 Millionen Menschen.
In den 1980er Jahren war Danzig das Zentrum der oppositionellen antikommunistischen Bewegung, die in der Gewerkschaft Solidarność unter der Führung von Lech Wałęsa ihren Mittelpunkt fand. Diese spielte eine wichtige Rolle bei der Beendigung der kommunistischen Herrschaft in Polen und beeinflusste den Niedergang der kommunistischen Regime des ganzen Ostblocks bis hin zum Fall der Berliner Mauer und der Auflösung der Sowjetunion.
Wichtige Institutionen in Danzig sind die Universität Danzig, die Technische Universität Danzig, das Nationalmuseum, das Shakespeare-Theater Danzig, das Museum des Zweiten Weltkrieges, die Baltische Philharmonie sowie das Europäische Zentrum der Solidarność.

## Geographie

### Lage
Die kreisfreie Stadt liegt am südlichen Ende der Danziger Bucht am Auslauf des Flusses Mottlau (Motława) und westlich der Weichselmündung in einer hügeligen Landschaft, die von großen Kiefernwäldern umgeben ist. 20 Kilometer nördlich befindet sich die Halbinsel Hel (Hela). Die Danziger Altstadt liegt am Fluss Motława (Mottlau). Im Westen Danzigs liegt die historische Region Kaschubei. Weiterhin ist die Gegend bekannt für das Vorkommen und die Bearbeitung von Bernstein.

### Nachbargemeinden
Im Nordwesten grenzt Danzig an das Ostseebad Sopot (Zoppot). Zusammen mit der weiter nördlich liegenden Stadt Gdynia (Gdingen) bilden diese drei Städte den Ballungsraum Trójmiasto mit knapp 750.000 Einwohnern. Im ganzen Ballungsraum (der Aglomeracja gdańska) leben etwa 1,25 Millionen Einwohner, einschließlich der Städte Dirschau (Tczew), Neustadt (Wejherowo) und Rahmel (Rumia). Im Norden grenzt die Stadt an die Danziger Bucht, im Osten an den Hauptstrom der Weichsel. Hier befinden sich lediglich kleinere Dörfer, die zur Landgemeinde Steegen (Stegna) gehören. Im Süden grenzen die Gemeinden des Danziger Landkreises (Powiat Gdański) an die Stadt, es sind von Ost nach West: Groß Zünder (Cedry Wielkie), die Landgemeinde Praust (Pruszcz Gdański), die Stadt Praust, wiederum deren eigenständige Landgemeinde und die Landgemeinde Kahlbude (Kolbudy). Im Westen grenzt Danzig an die Landgemeinde Zuckau (Żukowo) des Kreises Karthaus (Powiat Kartuski).

### Stadtgliederung
Die Stadt besteht seit März 2019 aus 35 administrativen Bezirken, die Zahl hatte sich durch Bezirksteilungen 2011 um vier und 2019 um einen Bezirk erhöht.
Eine Aufteilung in administrative Bezirke gab es in Danzig vor 1939 bzw. 1945 nicht. Zahlreiche Orte, die heute zur Stadt und deren Bezirken gehören, waren in die Kreise Danziger Höhe und Danziger Niederung eingegliedert. Bis 1973 hatte sich das Stadtgebiet durch Eingemeindungen beträchtlich vergrößert.
Die aktuellen und die historischen Bezirks- bzw. Ortsteilgrenzen sind nicht immer deckungsgleich.
| Bezirksname                            | deutscher Orts- oder Ortsteilname | Fläche in km² | Bevölkerung | Bevölkerungs- dichte (Ew./km²) | Karte                                  |
| -------------------------------------- | --- | ------------- | ----------- | ------------------------------ | -------------------------------------- |
| VII Dwór                               | Pelonken (VII. Hof) | 03,0115       | 03.820      | 1.268                          | VII Dwór                               |
| Aniołki                                | Aller Engel | 02,3079       | 04.922      | 2.133                          | Aniołki                                |
| Brętowo                                | Brentau | 07,0843       | 07.643      | 1.079                          | Brętowo                                |
| Brzeźno                                | Brösen | 02,7409       | 13.457      | 4.910                          | Brzeźno                                |
| Chełm                                  | Stolzenberg | 03,89         | 32.242      | 8.288                          | Chełm (vor der Teilung)                |
| Jasień                                 | Nenkau | 11,4833       | 08.157      | 00710                          | Jasień                                 |
| Kokoszki                               | Kokoschken | 19,8447       | 07.465      | 00376                          | Kokoszki                               |
| Krakowiec-Górki Zachodnie              | Krakau und Westlich Neufähr | 08,3796       | 01.994      | 00238                          | Krakowiec-Górki Zachodnie              |
| Letnica                                | Lauenthal/Lauental | 04,029        | 01.333      | 00331                          | Letnica                                |
| Matarnia                               | Mattern | 14,4268       | 05.787      | 00401                          | Matarnia                               |
| Młyniska                               | Schellmühl | 04,1813       | 03.404      | 00814                          | Młyniska                               |
| Nowy Port                              | Neufahrwasser | 02,2786       | 10.684      | 4.689                          | Nowy Port                              |
| Oliwa                                  | Oliva | 18,3997       | 17.728      | 00963                          | Oliwa                                  |
| Olszynka                               | Groß und Klein Walddorf | 07,9696       | 03.209      | 00403                          | Olszynka                               |
| Orunia-Św. Wojciech-Lipce              | Ohra, St. Albrecht und Guteherberge | 19,634        | 15.867      | 00808                          | Orunia-Św. Wojciech-Lipce              |
| Orunia Górna-Gdańsk Południe           | Borgfeld, Matzkau („Hoch-Ohra und Danzig-Süd“)                                                                                            | 07,2          | 19.807      | 2.751                          | Orunia Górna-Gdańsk Południe           |
| Osowa                                  | Espenkrug | 14,1338       | 13.245      | 00937                          | Osowa                                  |
| Piecki-Migowo                          | Pietzkendorf und Müggau | 04,3165       | 22.852      | 5.294                          | Piecki-Migowo                          |
| Przeróbka                              | Troyl | 07,0978       | 04.816      | 00679                          | Przeróbka                              |
| Przymorze Małe                         | Konradshammer Klein-Meernähe | 02,3274       | 15.348      | 6.594                          | Przymorze Małe                         |
| Przymorze Wielkie                      | Konradshammer Groß-Meernähe | 03,117        | 30.346      | 9.736                          | Przymorze Wielkie                      |
| Rudniki                                | Bürgerwiesen | 14,1853       | 01.452      | 00102                          | Rudniki                                |
| Siedlce                                | Schidlitz | 02,6429       | 14.359      | 5.433                          | Siedlce                                |
| Stogi                                  | Heubude | 10,9634       | 12.128      | 1.106                          | Stogi                                  |
| Strzyża                                | Hochstrieß | 01,0863       | 05.759      | 5.301                          | Strzyża                                |
| Suchanino                              | Zigankenberg | 01,4011       | 11.234      | 8.018                          | Suchanino                              |
| Śródmieście Stadtmitte                 | ehemals: Rechtstadt, Altstadt, Neugarten, Hagelsberg, Bischofsberg, Vorstadt, Speicherinsel, Bleihof, Langgarten, Niederstadt, Strohdeich | 05,6245       | 30.648      | 5.449                          | Stadtmitte                             |
| Ujeścisko-Łostowice                    | Wonneberg und Schönfeld | 07,7945       | 17.797      | 2.283                          | Ujeścisko-Łostowice                    |
| Wrzeszcz Dolny                         | Langfuhr („Nieder-Langfuhr“) | 03,5219       | 25.817      | 7.330                          | Wrzeszcz Dolny                         |
| Wrzeszcz Górny                         | Langfuhr („Hoch-Langfuhr“) | 06,4572       | 24.298      | 3.763                          | Wrzeszcz Górny                         |
| Wyspa Sobieszewska                     | „Bohnsacker Insel“ | 35,7897       | 03.443      | 00096                          | Wyspa Sobieszewska                     |
| Wzgórze Mickiewicza                    | Neuwonneberg | 00,5277       | 02.570      | 4.870                          | Wzgórze Mickiewicza                    |
| Zaspa-Młyniec                          | Saspe (Mühlenhof) | 01,2322       | 14.295      | 11.601                         | Zaspa-Młyniec                          |
| Zaspa-Rozstaje                         | Saspe (Eckhof) | 02,0322       | 12.794      | 6.296                          | Zaspa-Rozstaje                         |
| Żabianka-Wejhera-Jelitkowo-Tysiąclecia | Poggenkrug, „Weiher“, Glettkau, „Jahrtausend“                                                                                             | 02,3336       | 18.546      | 7.947                          | Żabianka-Wejhera-Jelitkowo-Tysiąclecia |

### Klima
Danzig liegt in der Gemäßigten Zone im Übergangsbereich zwischen ozeanischem Klima (Cfb) und Kontinentalklima (Dfb) Hier sind vorwiegend kalte Winter- sowie milde Sommertemperaturen vorzufinden. Der heißesten Monate sind Juli und August, die jeweils eine durchschnittliche Höchsttemperatur von 22,2 °C aufweisen. Die niederschlagsreichsten Tage sind ebenfalls im Sommer vorzufinden, was ein Indikator für Kontinentalität ist. Die Gesamtniederschlagsmenge ist mit 569,1 mm pro Jahr recht niedrig.
|                       | Jan  | Feb  | Mär  | Apr  | Mai  | Jun  | Jul  | Aug  | Sep  | Okt  | Nov  | Dez  |   |       |
| Mittl. Tagesmax. (°C) | 1,4  | 2,3  | 6,1  | 11,4 | 16,7 | 19,6 | 22,2 | 22,2 | 17,7 | 12,6 | 6,1  | 2,5  | ⌀ | 11,8  |
| Mittl. Tagesmin. (°C) | −3,8 | −3,1 | −0,7 | 3,1  | 7,9  | 11,1 | 13,6 | 13,2 | 9,9  | 5,6  | 1,2  | −2,2 | ⌀ | 4,7   |
|                       |      |      |      |      |      |      |      |      |      |      |      |      |   |       |
| Niederschlag (mm)     | 28,7 | 22,5 | 27,9 | 31,2 | 54,8 | 68,0 | 68,4 | 69,2 | 63,9 | 49,3 | 46,4 | 38,8 | Σ | 569,1 |
|                       |      |      |      |      |      |      |      |      |      |      |      |      |   |       |
| Regentage (d)         | 17,0 | 14,7 | 14,7 | 12,2 | 12,8 | 14,4 | 13,0 | 13,9 | 13,2 | 15,0 | 17,0 | 18,1 | Σ | 176   |

| −3,8 |

| −3,1 |

| −0,7 |

| 3,1 |

| 7,9 |

| 11,1 |

| 13,6 |

| 13,2 |

| 9,9 |

| 5,6 |

| 1,2 |

| −2,2 |

| −3,8 |

| −3,1 |

| −0,7 |

| 3,1 |

| 7,9 |

| 11,1 |

| 13,6 |

| 13,2 |

| 9,9 |

| 5,6 |

| 1,2 |

| −2,2 |

## Etymologie
Eine sichere Herleitung des Stadtnamens ist nicht möglich. Die älteste überlieferte Form des Namens, Gyddanyzc, ist in dem lateinischen Text der um 1000 verfassten Adalbert-Biographie enthalten, die traditionell dem römischen Benediktinermönch Canaparius zugeschrieben wird. Der Biograf des Missionars Adalbert soll in seiner „böhmischen Mundart“ den Ortsnamen Gidanie von Gythonium abgeleitet haben, und in Urkunden des 12. und 13. Jahrhunderts heißt sie Gdanczk, Gdansk, Gdanz oder Gedanc. Auf dem Grabstein des 1411 ermordeten Bürgermeisters Letzkau wird sie Danske genannt. Es gilt als nicht unwahrscheinlich, dass dem Stadtnamen ursprünglich der Name für einen besonderen Ort zugrunde lag, dem die Bezeichnung dänisch anhaftete, wofür z. B. eine Brücke, eine Zollstation oder ein Siedlungsflecken infrage kämen. Zwar waren Burg und Ortschaft Danzig 1210 unter die Lehenshoheit der dänischen Krone gezwungen und erst 1227 von Herzog Swantopolk II. zurückerobert worden, doch kämen für eine plausible Herleitung nur mindestens 200 Jahre weiter zurückliegende dänische Einflüsse in Betracht. Im Zusammenhang mit der etymologischen Frage ist auch der Name einer gotischen Festungsanlage (Gothorum castellum), Gothiscanzia (Gotenschanze), die hier einmal vorhanden gewesen sein soll, in die Waagschale geworfen worden.

## Geschichte

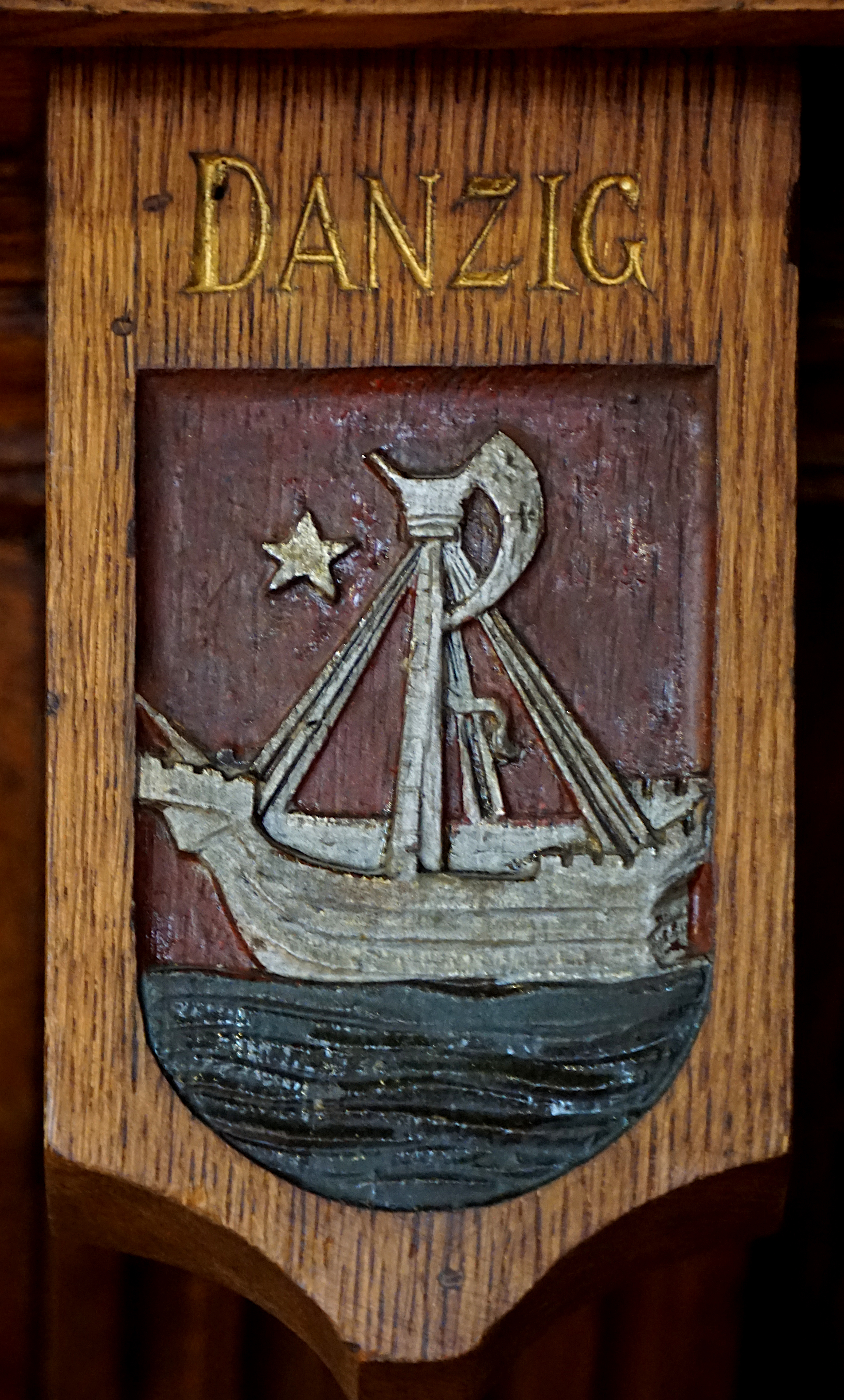
Altes Wappen von Danzig im Plenarsaal des altstädtischen Rathauses in Danzig

### Goten und Wikingerzeit im 1.–10. Jahrhundert
An der Weichselmündung siedelten etwa seit dem 1. Jahrhundert v. Chr. Goten, es sind allerdings keine archäologischen Funde im Stadtgebiet von Danzig selbst aus dieser Zeit bekannt.

Der Geschichtsschreiber Jordanes erwähnte im 6. Jahrhundert n. Chr. ein Gebiet namens Gothiscandza (Gotische Küste), mit dem er wahrscheinlich das Gebiet der Weichselmündung meinte.
Spätestens seit dem 9. Jahrhundert wurde das Gebiet von skandinavischen Seefahrern und Händlern besucht. Es gab eine befestigte Siedlung am Langen Markt und der östlichen Langgasse mit einem Hafen an der Mottlau. Die Bewohner waren Handwerker und Fischer und betrieben auch Ackerbau und Viehzucht. Ihre ethnische Herkunft ist nicht belegt; wahrscheinlich waren darunter vor allem baltische Prußen, slawische Kaschuben und Skandinavier (wie in den vergleichbaren Siedlungen Truso und Wolin). Ein Friedhof bestand seit dem 10. Jahrhundert an der späteren Nikolaikirche. Ob auf dem Hagelsberg (Góra Gradowa) ebenfalls eine Siedlung oder Burganlage bestand, ist unsicher, da aufgrund der späteren Überbauung keine archäologischen Funde vorliegen.

### Pommerellische und polnische Herrschaft im 10.–13. Jahrhundert

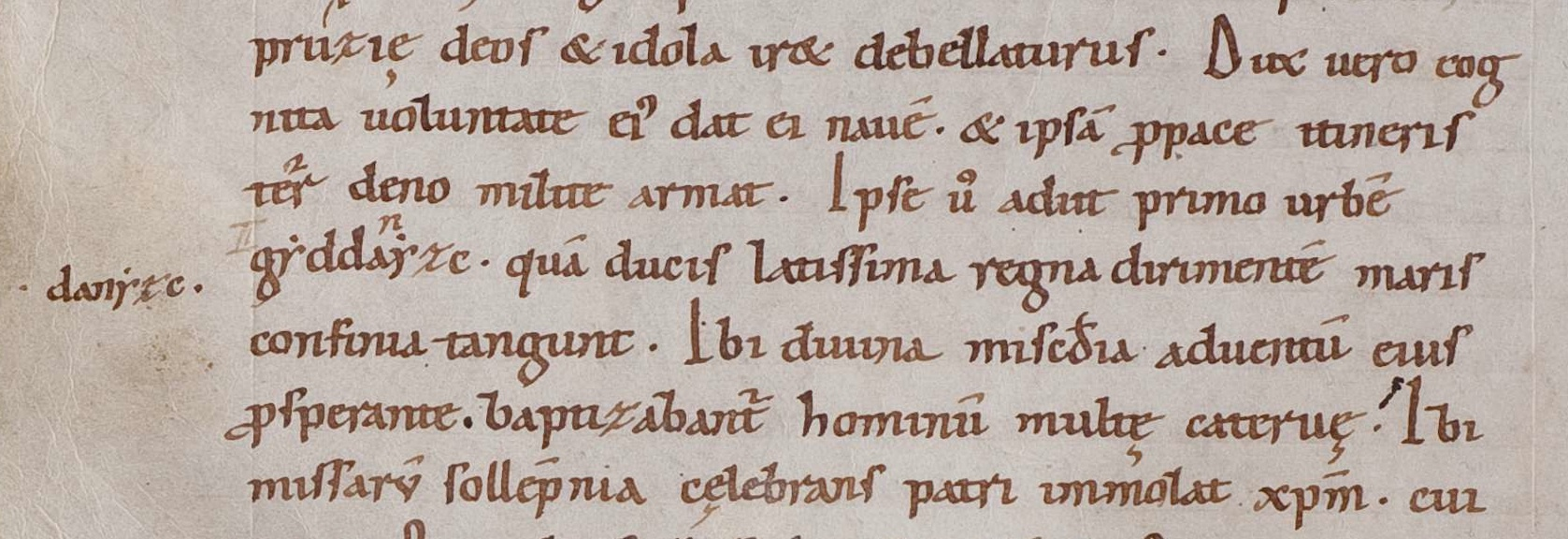
Gyddanyzc bei Johannes Canaparius

Um 969 schlossen sich die pommersch-slawischen Stämme (siehe auch Pomoranen, Westslawen), damit auch die Stadt Danzig, dem Staat des slawisch-polanischen Fürsten Mieszko I. an. 997 wurde in den Quellen eine Burgsiedlung als Urbs Gyddanyzc erwähnt.
Der Missionar Adalbert von Prag kam hierher und taufte zahlreiche Prußen. Ob mit der urbs eine Burgsiedlung auf dem Hagelsberg, die bereits bestehende Siedlung am Langen Markt oder eine neue polnische Burg auf einer Insel in der Mottlau gemeint war, ist unsicher.
Spätestens um 1050 entstand jedoch eine neue Burg, die etwa 0,4 Hektar groß war und eine Vorburgsiedlung von etwa 2,4 Hektar Größe besaß. Ihre Bewohner waren meist Fischer und Bernsteinsammler wahrscheinlich prußischer und kaschubischer Herkunft. 1148 wird das Castrum Kdancz erwähnt, das über eine Ecclesia Sanctae Dei genetricis Mariae (Kirche der Gottesgebärerin Maria) verfügte. Auf der neugegründeten Burg saßen Statthalter der polnischen Fürsten; seit dem Ende des 12. Jahrhunderts werden in diesem Zusammenhang die Samboriden erwähnt. Um 1180 wurde mit dem Bau der Nikolaikirche begonnen, um 1200 mit der Katharinenkirche. Dabei entstand eine Siedlung von Kaufleuten und Handwerkern meist deutscher Herkunft (Lübeck). Sobiesław I. oder dessen Sohn Sambor I. gründete um 1185 das Kloster Oliva. 

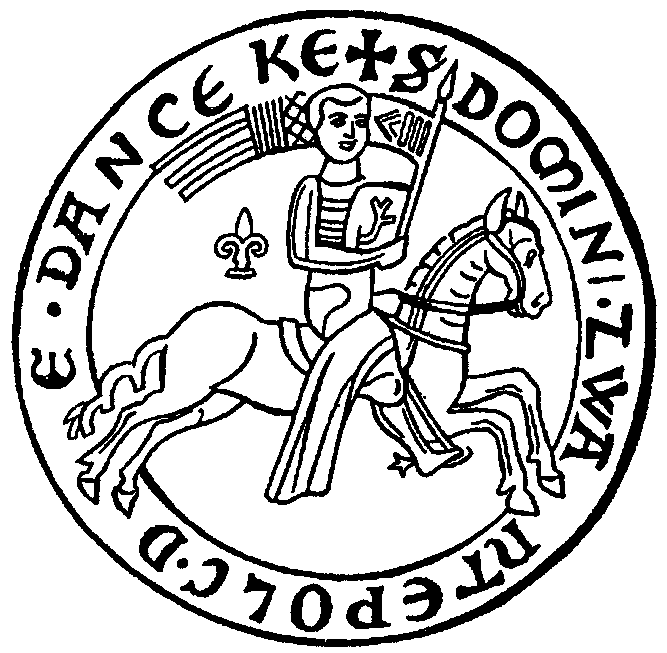
Siegel von Zwantepolc de Danceke, um 1228

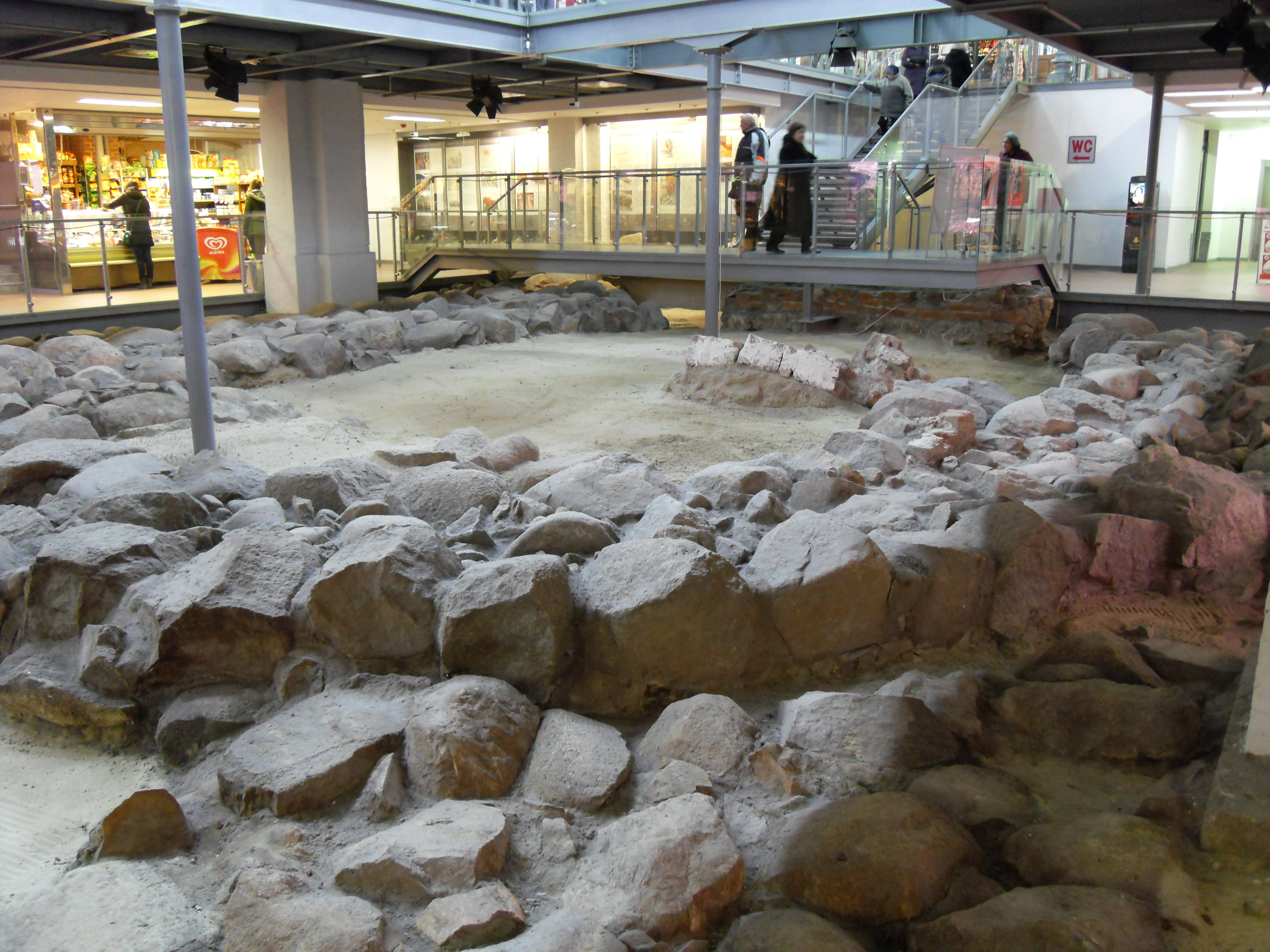
Mauerreste des Dominikanerklosters aus dem 13./15. Jahrhundert

Um 1224/1227 verlieh Herzog Swantepolk II. von Danzig der Kaufmannssiedlung in Danzig das Stadtrecht nach lübischem Recht. 1227 gründete er das Dominikanerkloster als erstes Bettelordenskloster in Pommerellen. 1271/72 geriet Danzig vorübergehend unter brandenburgische Herrschaft unter Markgraf Konrad I., der aber vertrieben werden konnte. Seit 1294 (Aussterben der Samboriden im erbberechtigten Mannesstamm) stand Danzig wieder unter direkter Herrschaft polnischer Herrscher. 

### Oberherrschaft des Deutschen Ordens (1308–1454)

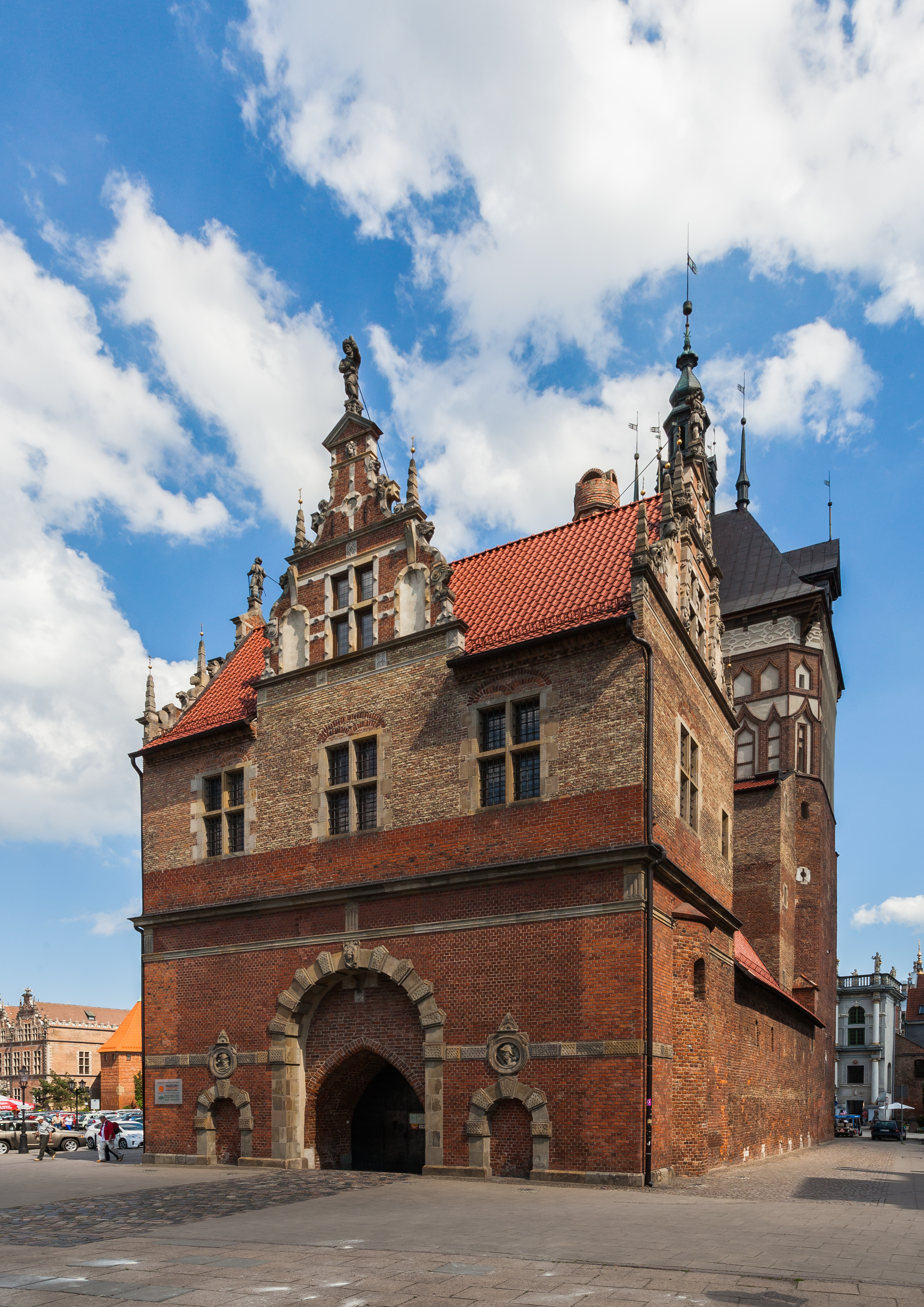
Im 14. Jahrhundert errichtetes Peinkammertor mit dem dahinterliegenden Stockturm

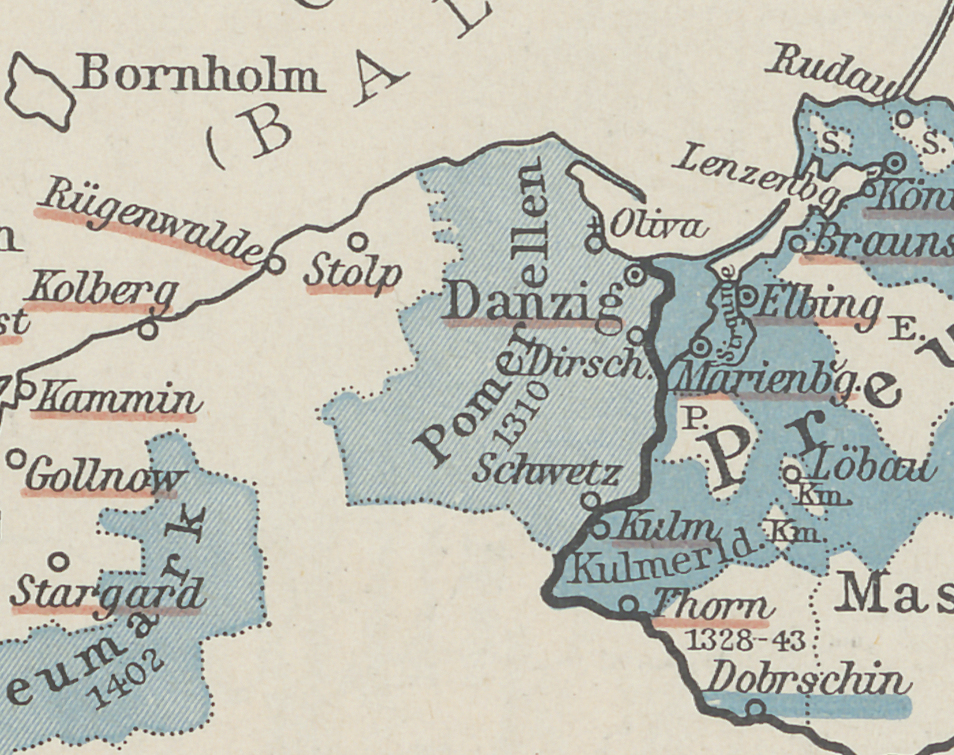
Pommerellen mit Danzig im damaligen Deutschordensstaat Preußen

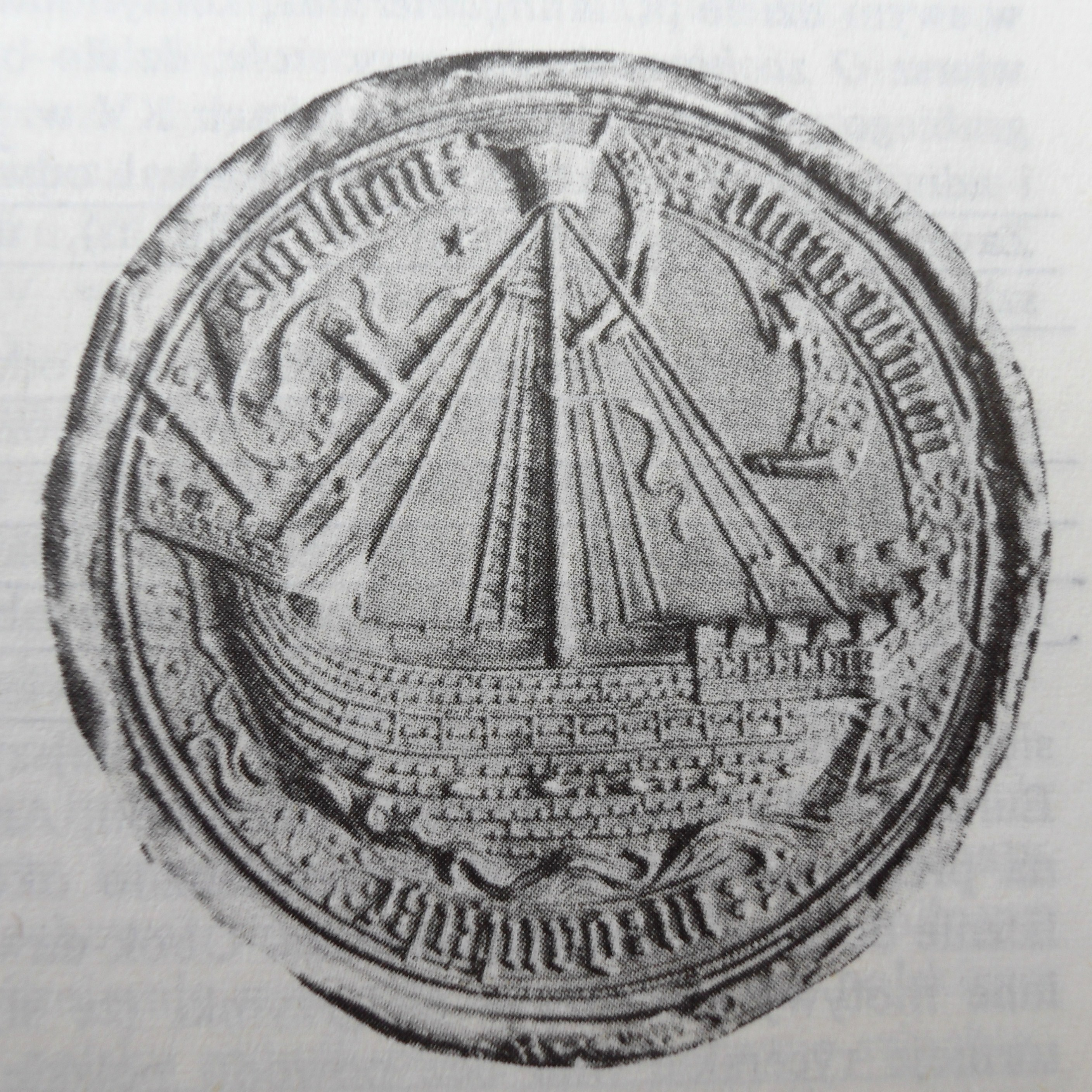
Siegel Danzigs aus dem 15. Jahrhundert

Am Anfang des 14. Jahrhunderts eskalierten Erbfolgestreitigkeiten unter den pommerellischen Statthaltern einerseits sowie mit dem Markgrafen von Brandenburg andererseits. Zu den Wirren trug die direkte Einmischung des polnischen Königs bei, der 1306 eine kleine Garnison in der Hafenstadt stationierte.
Als die Brandenburger im Sommer 1308 in die Stadt einrückten, baten die „Königlichen in der Burg“ sowie die Repräsentanten der städtischen Bevölkerung den Deutschordensstaat um Hilfe, dessen Herrschaftsgebiet hauptsächlich nordöstlich der Weichsel lag und der einige Jahrzehnte zuvor Mewe (Gniew) geerbt hatte und somit auch westlich der Weichsel Fuß fasste. Die Deutschritter zogen als Alliierte der königlich-polnischen Truppen im August in die Burg ein und verteidigten sie im September gegen die brandenburgischen Truppen, denen von deutschen Bürgern Danzigs die Stadttore geöffnet worden waren. Es gab jedoch bald Streit um die Kostenfrage für diese Waffenhilfe, dies führte zur Übernahme von Danzig durch den Deutschen Orden.
Die weiteren Ereignisse werden, insbesondere vor dem Hintergrund der deutsch-polnischen Konflikte des 20. Jahrhunderts, konträr dargestellt. Von polnischer Seite wurde oft behauptet, dass die Ritter sich nun gegen die Garnison wendeten und es am 13. November zu einem Massaker an den Soldaten sowie zahllosen Zivilisten gekommen sei. Von bis zu 10.000 Opfern, die sowohl in ethnischer wie in politischer Hinsicht Polen gewesen sein sollen, ist in diesem Zusammenhang die Rede. Gesichert ist, dass der Deutsche Orden sich in der Stadt Danzig und ihrer Umgebung (Pommerellen) festsetzen konnte und dies im Vertrag von Soldin (1309), in dem die Rechte der Brandenburger abgekauft wurden, festgehalten ist. Gegen die Ausdehnung der Ordensmacht versuchte sich die polnische Krone mit juristischen Mitteln und mit an Papst Clemens V. gerichteten Klagen zu wehren, zu einer Zeit, in der dieser den Orden bekämpfte. Wegen des päpstlichen Widerstands verlegte dieser im Jahr 1309 seinen Hauptsitz von Venedig in die Ordensburg Marienburg nahe Danzig.
In der traditionell nach Autonomie strebenden Stadt erhob sich Widerstand gegen die Bevormundung durch den Deutschen Orden, der diesen gewaltsam unterdrückte. Insbesondere die deutschen Händler der Hanse stellten eine Konkurrenz zu jenen in Elbing dar, der nahegelegenen Hafenstadt des Ordens, die damals von Verlandung bedroht war und ihren direkten Zugang zur Ostsee durch die Frische Nehrung verlor; dies mag das besondere Interesse des Ordens an Danzig erklären. Durch den Konflikt des Ordens mit dem Königreich Polen war zudem der Handel entlang der Weichsel beeinträchtigt, von dem die Danziger Kaufleute lebten und zu dessen Gunsten sie auf ein gutes Verhältnis zu Polen bedacht sein mussten.
Zur Ordenszeit setzte sich Danzig aus fünf Territorien zusammen:
- Deutschordensburg Danzig
- Hakelwerk, erste Stadt mit Magdeburger Recht (wahrscheinlich bis Ende des 14. Jh.)
- Rechtstadt (seit 1343), stärkste der Städte Danzigs, Vollmitglied der Hanse seit 1361; mit zwei angegliederten Teilen:
  - Speicherinsel
  - Alte Vorstadt
- Danziger Altstadt (seit 1370), Handwerkerstadt
- Danziger Neustadt (oder Junge Stadt Danzig, 1380–1455), vom Deutschen Orden als Konkurrenz zur Danziger Rechtstadt gegründet, nach dem Aufstand der Bürger der Rechtstadt (1454) völlig zerstört.

Nach der Eroberung Danzigs durch den Deutschen Orden stieg infolge der wirtschaftlichen Prosperität der Hansestadt die Zuwanderung Deutscher stark an. 1343 verlieh der Deutsche Orden Danzig das Kulmer Recht, 1361 wurde Danzig Vollmitglied der Hanse. Es entwickelte sich zu einem bedeutenden Mitglied der Hanse und nahm ab 1361 an den Hansetagen teil. Es blieb bis zum letzten Hansetag im Jahr 1669 Mitglied der Hanse, die freilich bereits seit dem Ende des 15. Jahrhunderts an Bedeutung verlor.

### Danzig als freie Stadtrepublik unter polnischer Oberhoheit (1454–1793)

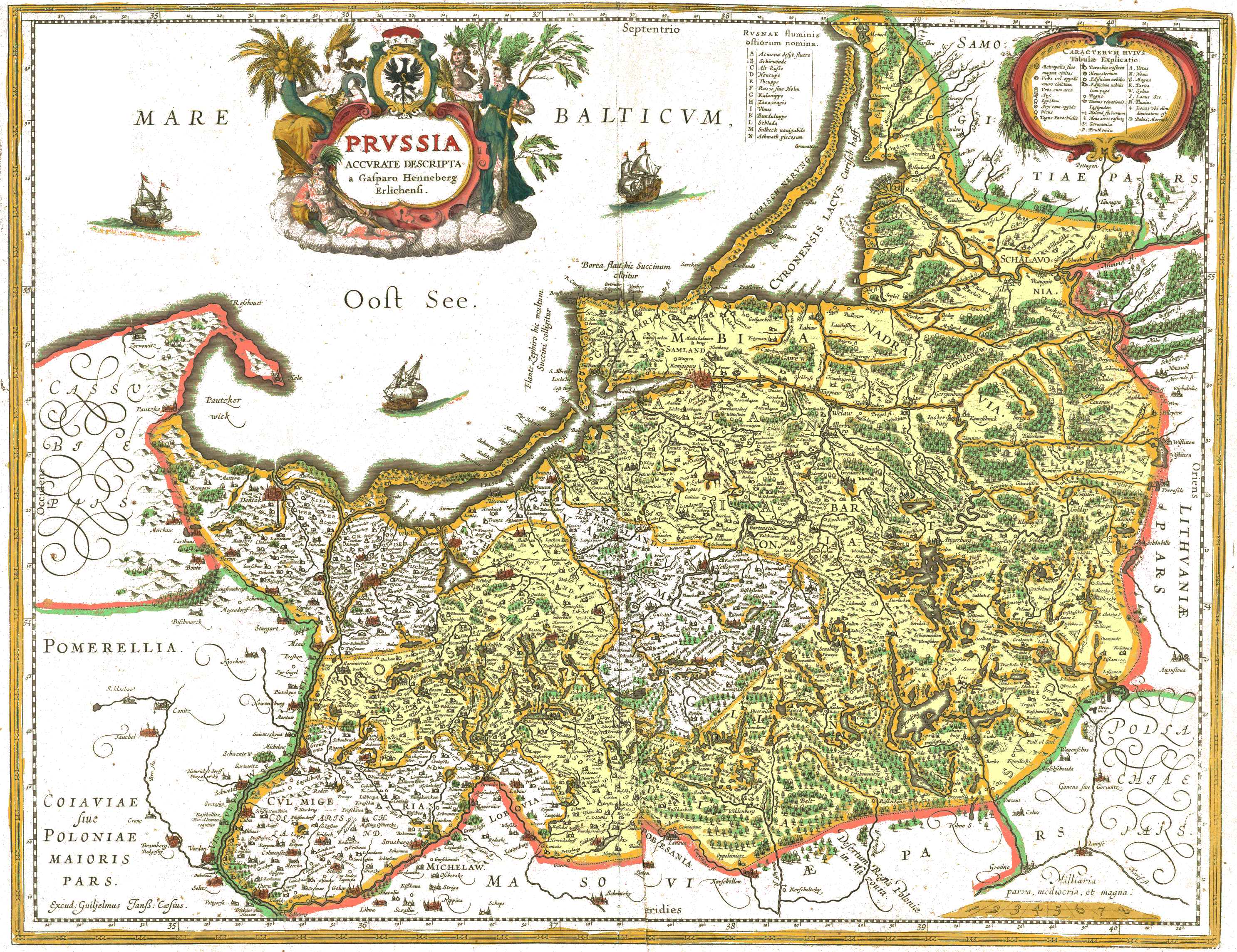
Danzig (Dantzk), unweit des Südufers des Putziger Wieks (Pautzker wick) der Ostsee (Oost See), am westlichen Mündungsarm der Weichsel (WEISSEL FL.), nahe dabei Kloster Oliva,
in der Mitte der linken Bildhälfte, auf der Karte Preußens von Caspar Hennenberger, Nachdruck durch Willem Blaeu 1645, nachträgliche Flächenkolorierung durch Wikipedia

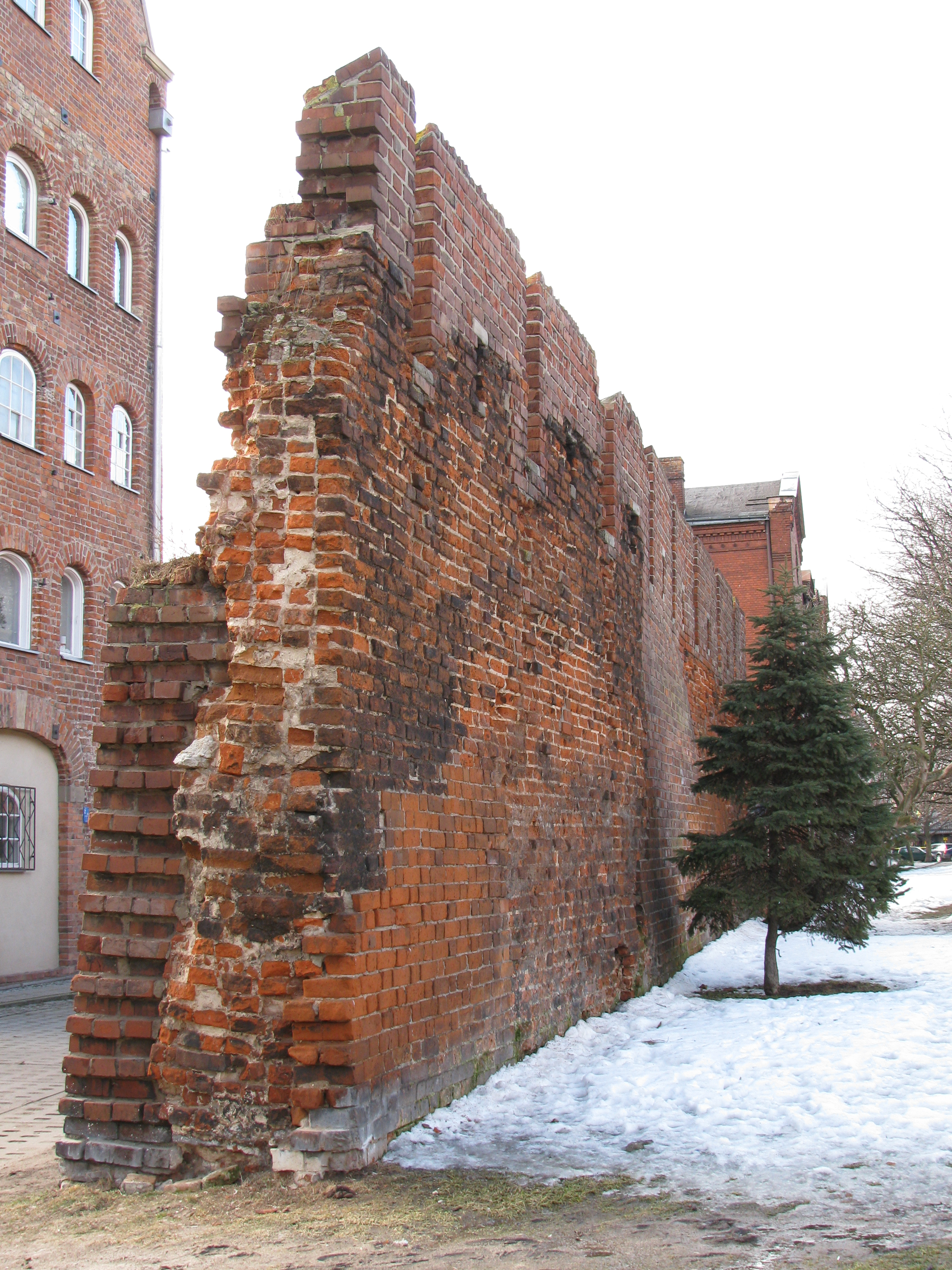
Überreste der mittelalterlichen Stadtmauer

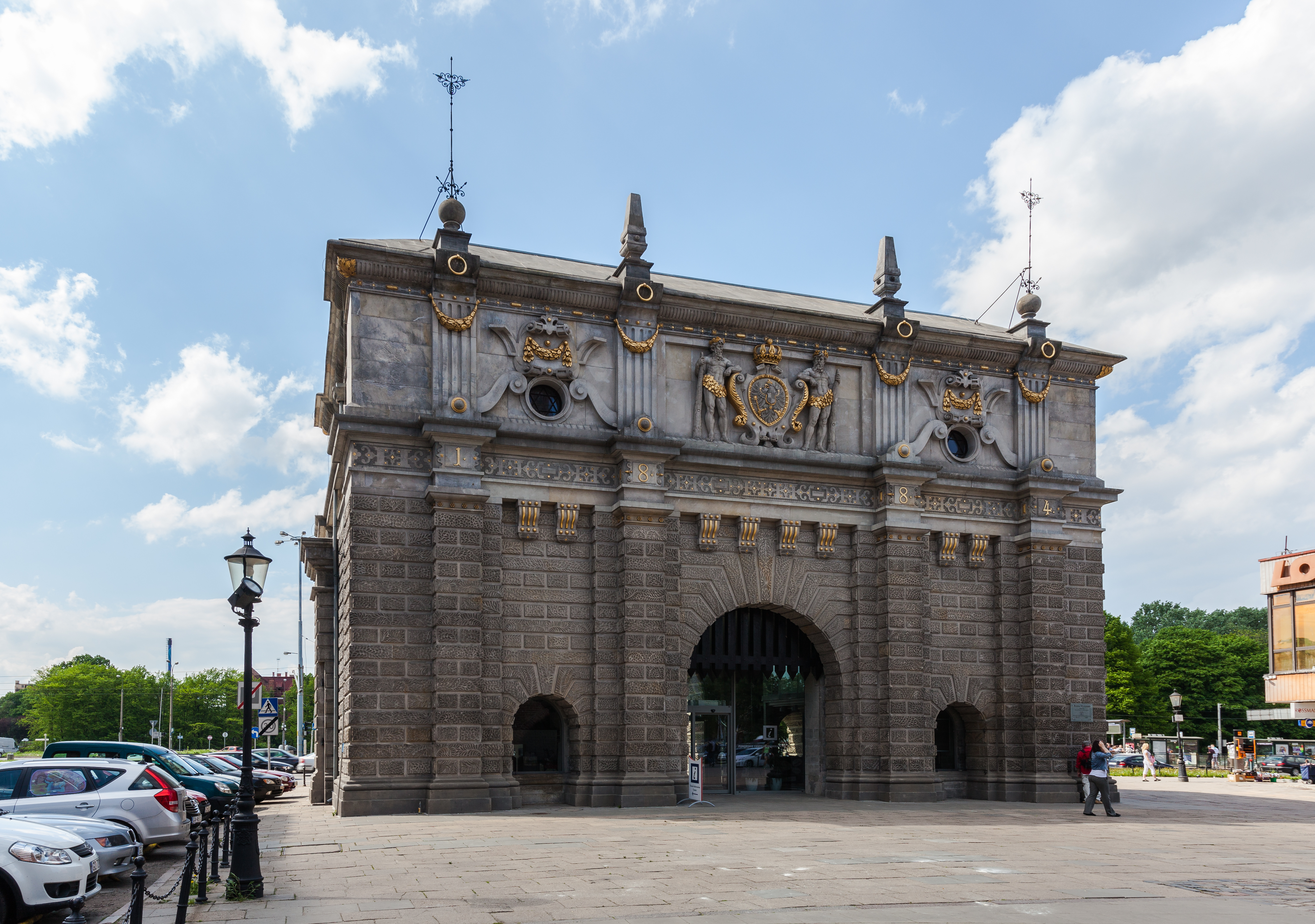
Beispiel eines alten Stadttores – das Ende des 16. Jahrhunderts fertiggestellte Hohe Tor

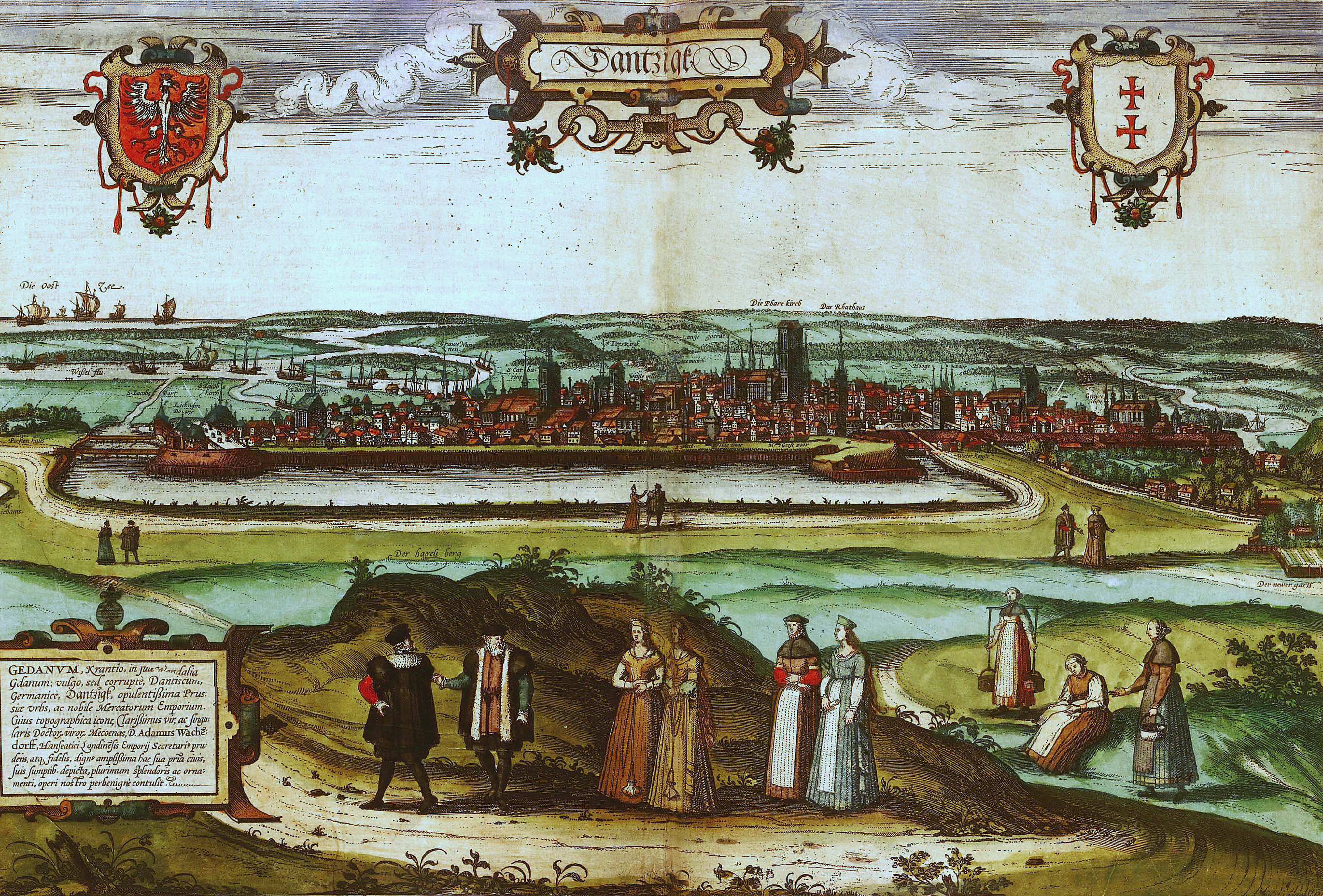
Dantzigk um 1570

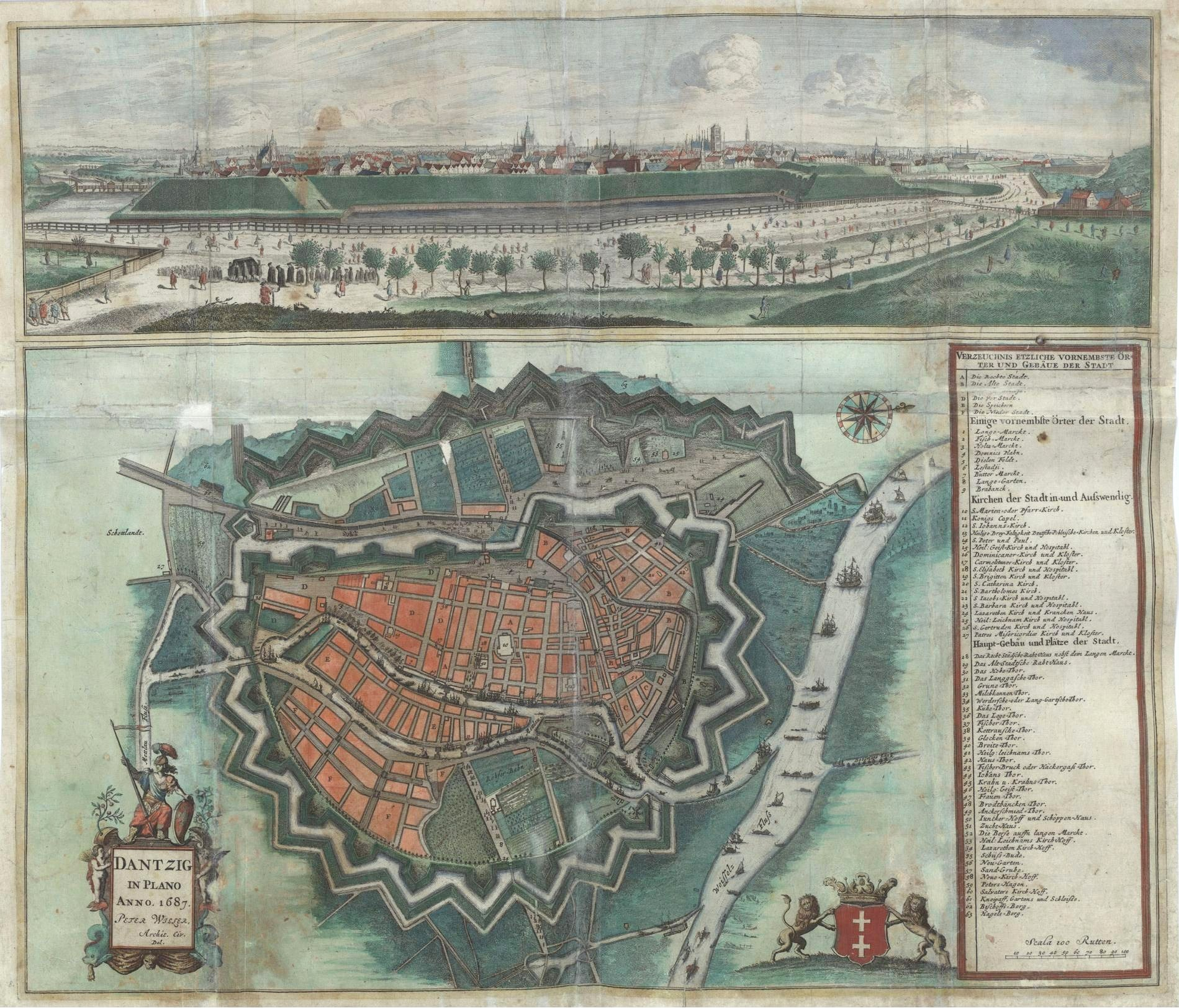
Stadtplan der Stadt aus dem Jahr 1687

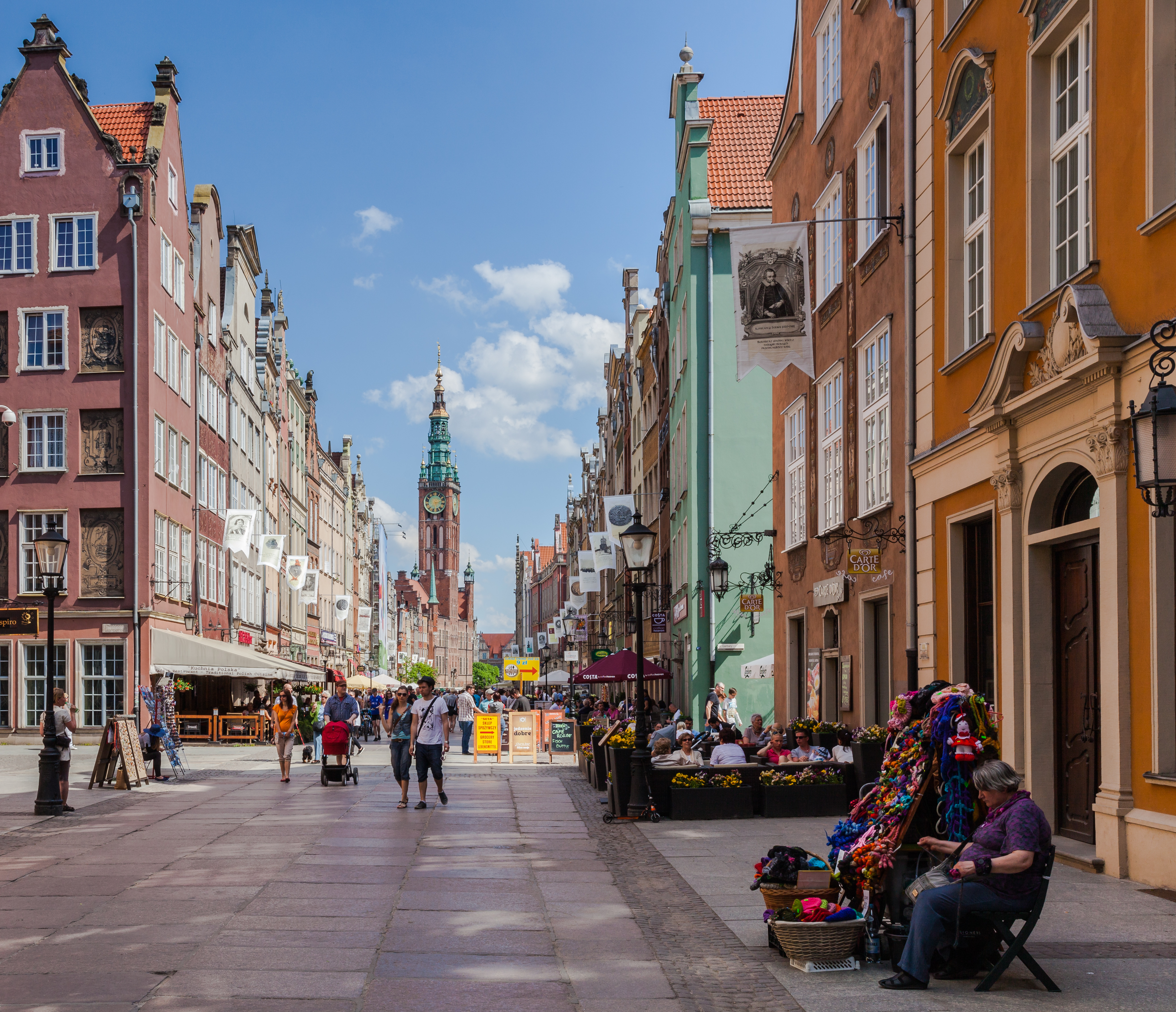
Langgasse mit dem um 1556 erbauten Rechtstädtischen Rathaus in der Mitte

Karte von Danzig (1792)

Der weitere Verlauf der Geschichte der Stadt wird im Artikel über Pommerellen im Detail ausgeführt. Aus Unzufriedenheit über die Ordenspolitik nach der Schlacht bei Tannenberg (1410) stellte sich der Preußische Bund 1454 unter den Schutz der polnischen Krone. Dies löste den Dreizehnjährigen Krieg aus, in dem Städte der Region gegen Burgen des Ordens kämpften. Dem polnischen König gelang es nur mit Mühe, ein Heer des polnischen Adelsaufgebots für den Krieg zusammenzurufen. In der Schlacht bei Konitz wurde es von einem Söldnerheer des Deutschen Ordens geschlagen. Der Fortgang des Krieges zwang den Deutschen Orden jedoch wirtschaftlich in die Knie.
Im Zweiten Frieden von Thorn verblieb 1466 dem Deutschen Orden das spätere Ostpreußen, jedoch ohne die Marienburg, Elbing und das Ermland. Die westlichen Teile des „Deutschordensstaates in Preußen“ mit dem ehemaligen Herzogtum Pommerellen, Danzig, dem Kulmer- und Ermland und Thorn wurden dem König von Polen als Königliches Preußen unterstellt, wobei die Stadtrepubliken Danzig, Thorn und Elbing eine weitgehende politische, wirtschaftliche und kulturelle Autonomie erhielten, die ihnen teilweise schon während des Krieges garantiert worden war. Dazu gehörte das sogenannte Große Privileg, das König Kasimir IV. 1457 der Stadt Danzig verliehen hatte.
Danzig stand von 1454 bis 1791 unter einer polnischen Oberhoheit, deren völkerrechtliche Natur „nicht ganz unstrittig“ war. Danzigs Eigenständigkeit zeigte sich in der Nicht-Inkorporation seines Territoriums in das des Königreichs Polen, im Führen einer eigenen Flagge und in seinen völkerrechtlichen Beziehungen zu anderen Mächten in Form der Beteiligung an Friedensschlüssen, im Abschluss von bilateralen Bündnissen, Handelsverträgen und Zollabkommen sowie im Unterhalt von ständigen Gesandtschaften an den meisten europäischen Höfen.
Danzig gelangte zur Vorrangstellung als Haupthafen von Polen-Litauen, dem die Hansestadt ab 1454 aus eigenem Willen politisch angehörte und für das es bis zu 80 Prozent des Außenhandels abwickelte. Ihre Glanzzeit begann im Jahre 1453 mit dem Fall Konstantinopels an die osmanischen Türken. Er führte zur Sperrung des Bosporus und brachte einen Bedeutungsverlust der Schwarzmeerhäfen. Getreide aus den südöstlichen Kornkammern Europas wurde nun noch mehr als zuvor weichselabwärts transportiert und musste qua Stapelprivileg (ius emporium) vor dem Export nach Skandinavien, England und in die Niederlande durch die Danziger Speicher. Mit einem maximalen Umschlag von 116.000 Last (mehr als 230.000 Tonnen) im Jahre 1618 wurde die Stadt zum wichtigsten europäischen Umschlagsplatz für Brotgetreide. Sie blühte dabei so mächtig auf, dass sie den polnischen König Stefan Báthory (reg. 1576–1586), der ihre Privilegien einschränken wollte, in einem wechselvollen Krieg (April bis Dezember 1577) zur Einhaltung des Status quo zwingen konnte. Zwischen 1626 und 1629 wurde selbst Nordeuropas gefürchtetster Herrscher, Gustav II. Adolf von Schweden (reg. 1611–1632), im polnisch-Schwedischen Krieg nicht minder erfolgreich abgewehrt.
Im Jahr 1470 wurde die Peter von Danzig, ein ursprünglich französisches Schiff, als erster großer Kraweel der Hanse für Kriegszwecke ausgerüstet.
Im November 1520 wurde die Stadt von einem Ordensheer unter Graf Wilhelm von Eisenberg und Wolf von Schönberg angegriffen. Nach erfolglosen Unterhandlungen wurde die Stadt belagert und beschossen. Der König von Polen schickte am 9. November 1000 Reiter und 500 Mann Fußvolk als Verstärkung in die Stadt, woraufhin die Belagerung abgebrochen wurde.
Ab 1522 begann in Danzig die Reformation mit dem evangelischen Prediger Jacob Hegge. Sie wurde von der polnischen Krone unter der Bedingung erlaubt, dass die Familiengerichtsbarkeit beim Bistum Włocławek blieb. 1557 bestätigte König Sigismund II. August schließlich die Entscheidung des Danziger Stadtrates, dass in der Marienkirche das Abendmahl unter beiderlei Gestalten gefeiert werden solle. Damit war sie nicht nur de facto, sondern auch de jure zu einer evangelischen Kirche geworden. Ab etwa 1534 siedelten sich in und um Danzig auch die aus den Niederlanden und Friesland geflüchteten radikal-reformatorischen Mennoniten an und seit 1581 auch die radikal-reformatorischen Antitrinitarier (vgl. Unitarier, Polnische Brüder, Sozinianer), die jedoch innerhalb der Stadt keine offene Gemeinde bilden konnten. Stattdessen gab es in den Umlandgemeinden Buschkau (poln. Buszkowy) und nach 1625 auch in Straschin (poln. Straszyn) deutschsprachige unitarische Gemeinden, die auch von Danzigern frequentiert wurden.
Die Union von Lublin von 1569 gefährdete die Autonomie Danzigs, doch in zahlreichen Konflikten behauptete Danzig weiterhin seine Eigenständigkeit. So wurde im Danziger Krieg 1577 dem neuen König Stefan Báthory die Huldigung verweigert, solange dieser nicht die Privilegien Danzigs erneuerte. Nach erfolglosen Belagerungen Danzigs willigte der König ein.
1612 kam es zum Streit zwischen Lutheranern und Reformierten um den Bau eines Hochaltars in der Kirche zu Sankt Johann, den die Reformierten, allen voran Pfarrer Jakob Adam, ablehnten.
1615 führte der Stadtsekretär Reinhold Kleinfeld in einem Streit der Stadt Elbing mit dem ermländischen Bischof – dem Initiator der Gegenreformation in Polen – zusammen mit dem Bürgermeister und dem Ratsverwandten die Delegation Danzigs an. Hauptstreitpunkt war die Forderung des Bischofs an die Evangelischen nach Herausgabe einer Kirche. Im letzten Moment wurde 1616 ein Krieg abgewendet.
Um 1650, als das polnische Einzugsgebiet der Stadt seine Blüte erlebte, war Danzig mit ca. 77.000 Menschen (Schätzungen reichen bis zu 100.000 Einwohner für die Danziger Agglomeration) – vor Wien, Augsburg, Köln und Hamburg – die volkreichste Stadt mit einer deutschen Einwohnerschaft.
1701 wurde in Danzig und Königsberg mit den Arbeiten am Bernsteinzimmer begonnen. Im Polnischen Thronfolgekrieg flüchtete sich Stanislaus Leszczyński nach Danzig. Daraufhin belagerten russische Truppen vom 30. April bis zum 7. Juli 1734 die Stadt und nahmen sie schließlich ein.

### Danzig fällt an Preußen (1793)
Im Zuge der Zweiten Polnischen Teilung, mit der die politische Einigung der Region Preußen Königlichen Anteils mit Königreich Preußen per Annexion einherging, fiel Danzig 1793 an die Hohenzollern. Damit verlor die Stadt innerhalb der absoluten Monarchie der Hohenzollern ihren autonomen Status und ihre Freiheit als Stadtrepublik.

### Republik Danzig (1807–1813)

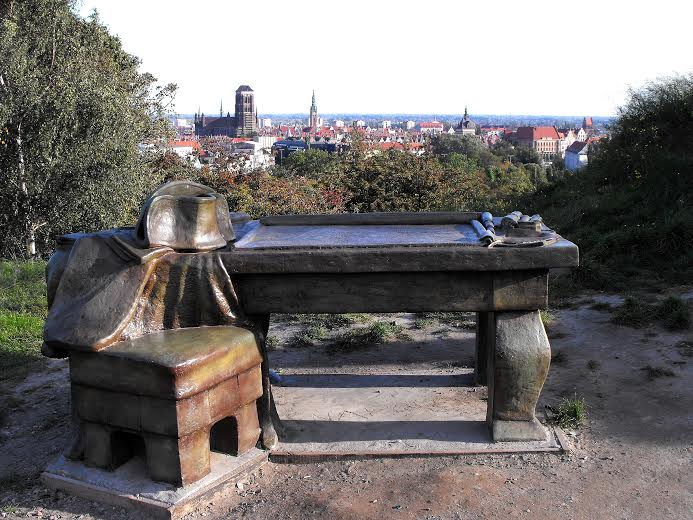
Napoleon-Denkmal auf dem Hügel Gradowa

Im Preußisch-Französischen Krieg ergab sich Danzig am 25. Mai 1807 nach dreimonatiger Belagerung französischen Revolutionstruppen. Infolge des Friedens von Tilsit hatte die Stadt formal den Status einer „freien Stadt“, wurde aber von einem französischen Gouverneur regiert und musste 20 Millionen Francs Kriegssteuer aufbringen. Im November 1813 ergaben sich die französischen und polnischen Besatzungstruppen nach elfmonatiger Belagerung einem russisch-preußischen Heer und Danzig fiel durch den Wiener Kongress 1815 an Preußen.

### Erneut in Preußen (1815–1919)
| Jahr | Gesamt  | Deutsche | Polen | Zwspr. | Andere |
| ---- | ------- | -------- | ----- | ------ | ------ |
| 1861 | 72.280  | 72.256   | 24    |        |        |
| 1890 | 120.338 | 116.179  | 2988  | 946    | 225    |
| 1900 | 140.563 | 135.216  | 3147  | 1758   | 442    |
| 1910 | 170.337 | 164.343  | 3626  | 1895   | 473    |

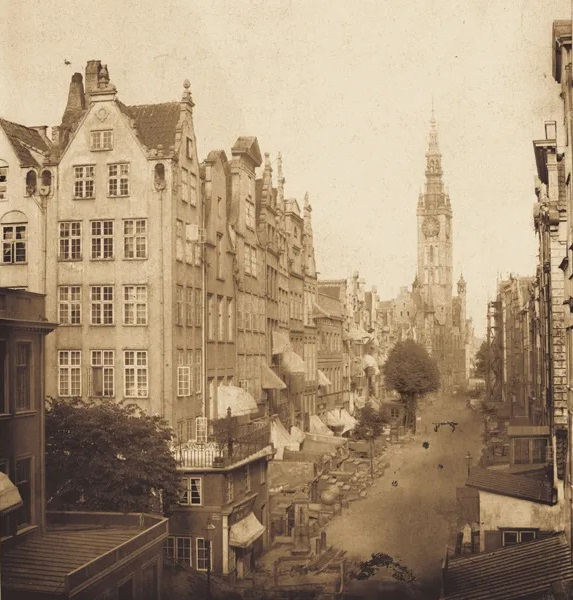
Historische Aufnahme der Langgasse um 1855

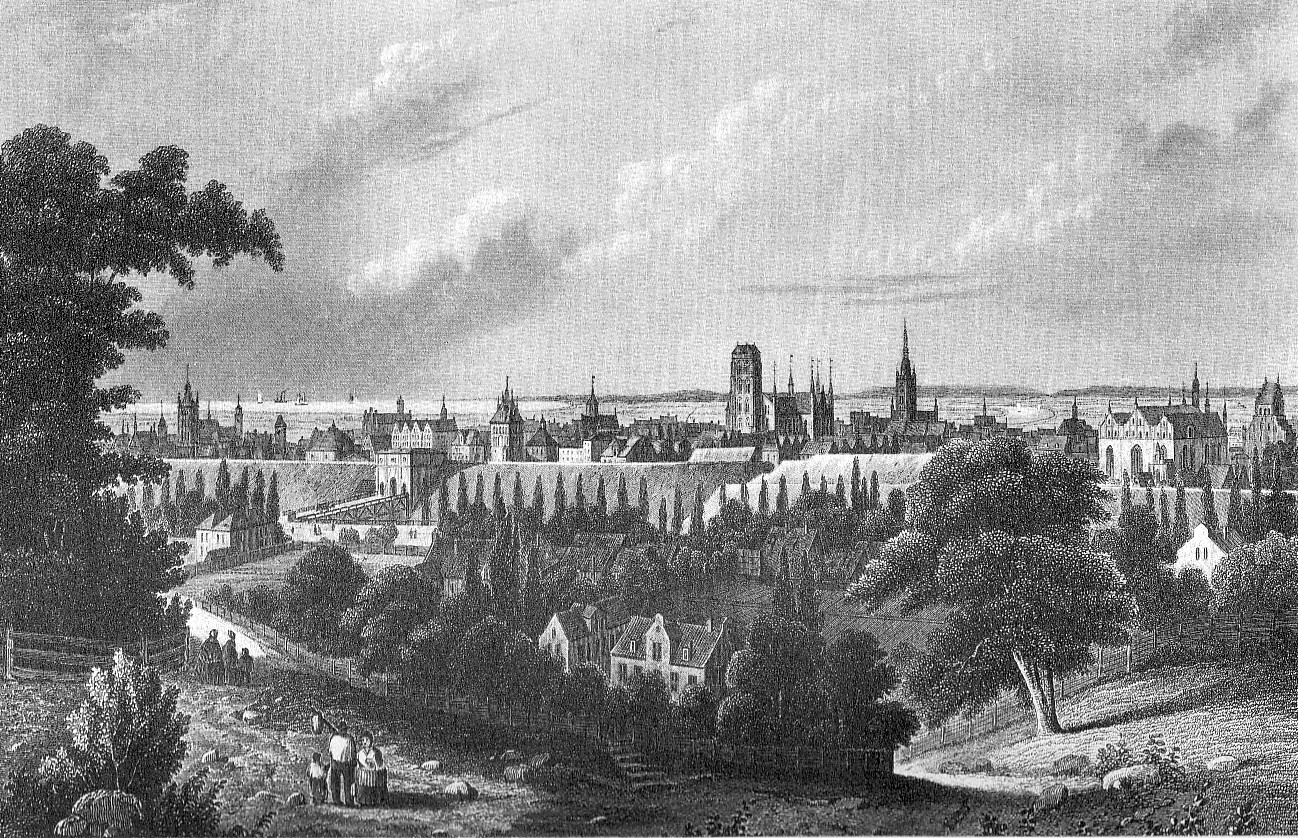
Ansicht um 1850

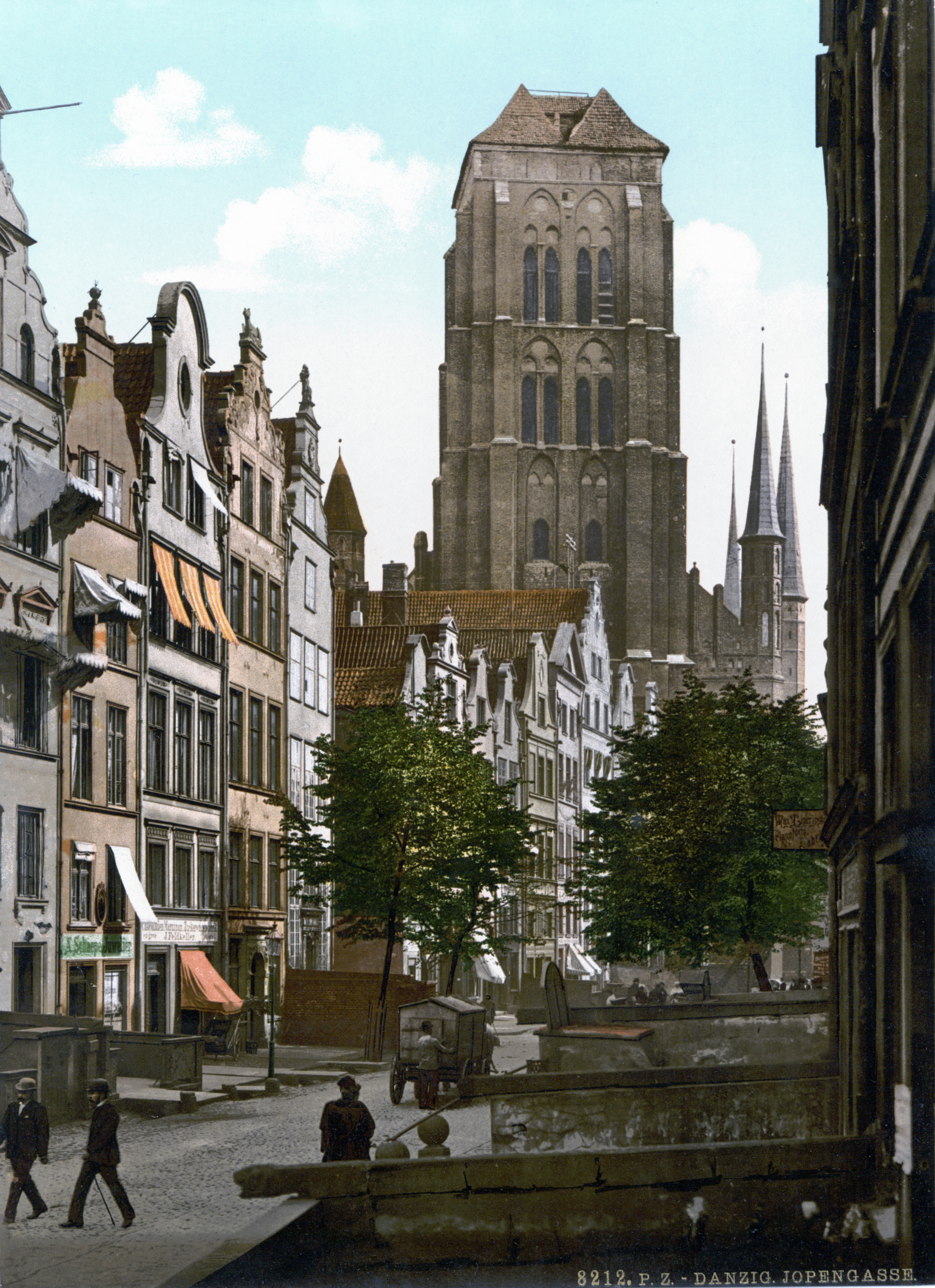
Jopengasse und Marienkirche um 1900

Danzig wurde Hauptstadt der zwischen 1816 und 1823 sowie 1878 und 1919 bestehenden Provinz Westpreußen. Im Rahmen der Kreisreform im Regierungsbezirk Danzig am 1. Juli 1818 wurde der Stadtkreis Danzig eingerichtet, der neben der Stadt Danzig zunächst auch eine Reihe von umliegenden ländlichen Orten umfasste. Im Mai 1828 wurden die umliegenden ländlichen Orte aus dem Stadtkreis in den Landkreis Danzig umgegliedert. Der Stadtkreis umfasste seitdem nur noch die eigentliche Stadt Danzig.
1831 führte die preußische Verwaltung erstmals eine Erhebung über die Muttersprache der Einwohner des Regierungsbezirks Danzig durch. Laut der Erhebung waren im Regierungsbezirk Danzig, der die Stadt Danzig und das Umland umfasste, 24 Prozent der Bewohner polnisch- bzw. kaschubisch- und 76 Prozent deutschsprachig. Die damalige Statistik unterschied nur zwischen Deutsch- und Polnisch-/Kaschubisch-Sprechenden. Zweisprachige Personen wurden pauschal den Deutschen zugerechnet. Manche Historiker schätzten später den Anteil der Deutschen nach Abzug der Zweisprachigen auf etwa 64 Prozent.
Im Stadtkreis Danzig wurde unterdessen fast ausschließlich Deutsch gesprochen. Die amtliche Statistik aus dem Jahr 1831 verzeichnet unter den 54.660 Einwohnern keine Polen. Die Religionsstatistik weist im selben Jahr 71 % Evangelische, 23,7 % Katholiken und 4,1 % Juden aus. In den folgenden Jahrzehnten nahm der relative Anteil der Katholiken allmählich zu (Zahlen für das Jahr 1910: 64,7 % Ev., 32,6 % K., 1,4 % J.)
In der Märzrevolution 1848 beteiligte sich Danzig an den Wahlen zur Frankfurter Nationalversammlung. 1848 waren im Danziger Hafen 104 Handelsschiffe beheimatet. 1852 erhielt Danzig im Zuge des Eisenbahnbaus Anschluss an die seit 1842 im Aufbau befindliche preußische Ostbahn von Berlin nach Königsberg. So eröffnete der direkte Eisenbahnanschluss Danzig den Zugang zum mitteleuropäischen Schienennetz.
In der zweiten Hälfte des 19. Jahrhunderts erlebte Danzig einen wirtschaftlichen Aufschwung und wurde wie auch das nahegelegene Elbing zu einem Zentrum des modernen Schiffbaues (Schichau-Werke) und der Industrialisierung in Westpreußen. Begleitet wurde die Industrialisierung von einem beschleunigten Bevölkerungswachstum.
Danzig blieb auch in dieser Periode seiner Geschichte Festungsstadt. Zur Garnison, die sich auf Danzig, Langfuhr und Neufahrwasser mit dem Fort Weichselmünde verteilte, gehörten im Jahr 1909 das Grenadier-Regiment Nr. 5, das Infanterie-Regiment Nr. 128, die Leib-Husaren-Brigade mit den zwei Regimentern Nr. 1. und Nr. 2., das Feldartillerie-Regiment Nr. 36 und das 1. Bataillon des Fußartillerie-Regiments Nr. 17. Seit 1890 war Danzig Sitz des Generalkommandos des XVII. Armee-Korps. Bis 1895 wurden lediglich die die Entwicklung der Stadt beschränkenden Stadtwälle entfernt und durch Straßen ersetzt, während der von Wasser umflossene Kranz aus 20 Bastionen bestehen blieb.

### Freie Stadt Danzig (1920–1939)

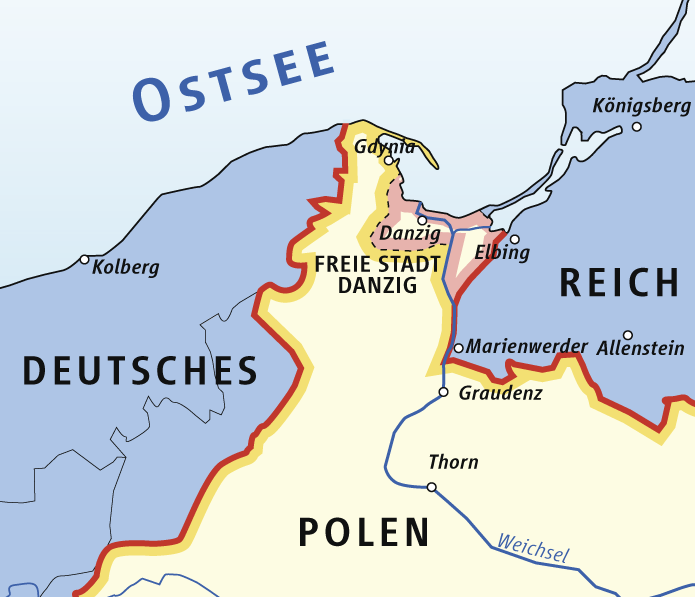
Gebiet der Freien Stadt Danzig nordöstlich des Polnischen Korridors

Aufgrund der Bestimmungen des Versailler Vertrags von 1919 wurde Danzig mit umliegenden Gebieten vom Deutschen Reich abgetrennt und bei gleichzeitiger Einrichtung des polnischen Zugangs zur Ostsee (Polnischer Korridor) am 15. November 1920 zu einem unabhängigen Staat, der Freien Stadt Danzig, erklärt. Dieser stand unter Aufsicht des Völkerbundes; polnische und britische Truppen gewährleisteten den neuen Status der Stadt. Da diese Entscheidung ohne vorherige Volksabstimmung erfolgte, sahen das Deutsche Reich und die mehrheitlich deutschen Bewohner der Stadt das vom US-Präsidenten Woodrow Wilson in seinem 14-Punkte-Programm entwickelte Selbstbestimmungsrecht der Völker verletzt.
Am 6. Dezember 1920 konstituierte sich der erste Danziger Volkstag, der aus freien Wahlen hervorging. Er bestand aus 120 Abgeordneten. Oberbürgermeister Heinrich Sahm wurde zum Präsidenten des Senats der Freien Stadt Danzig gewählt. Die Parteien stellten die folgende Anzahl Abgeordnete:
- Deutschnationale Volkspartei: 34
- Freie Wirtschaftliche Vereinigung: 12
- Deutsche Demokratische Partei: 10
- Zentrumspartei: 17
- Sozialdemokratische Partei der Freien Stadt Danzig: 19
- Unabhängige Sozialdemokraten: 21
- Polnische Partei: 7

Bei der Volkszählung vom 1. November 1923 gaben 95 Prozent der Bürger Deutsch und drei Prozent Polnisch bzw. Kaschubisch als Muttersprache an.
Ergebnis des Zensus vom 1. November 1923
| Sprecherzahl     | Gesamt  | Deutsch | Deutsch und Polnisch | Polnisch und Kaschubisch | Russisch und Ukrainisch | Jiddisch | Keine Angabe |
| ---------------- | ------- | ------- | -------------------- | ------------------------ | ----------------------- | -------- | ------------ |
| Stadt Danzig     | 335.921 | 327.827 | 1.108                | 06.788                   | 0099                    | 022      | 0077         |
| Landkreis Danzig | 030.809 | 020.666 | 00521                | 05.239                   | 2.529                   | 580      | 1.274        |
| Gesamt           | 366.730 | 348.493 | 1.629                | 12.027                   | 2.628                   | 602      | 1.351        |
| Prozent          | 100     | 95,03   | 0,44                 | 3,28                     | 0,72                    | 0,16     | 0,37         |

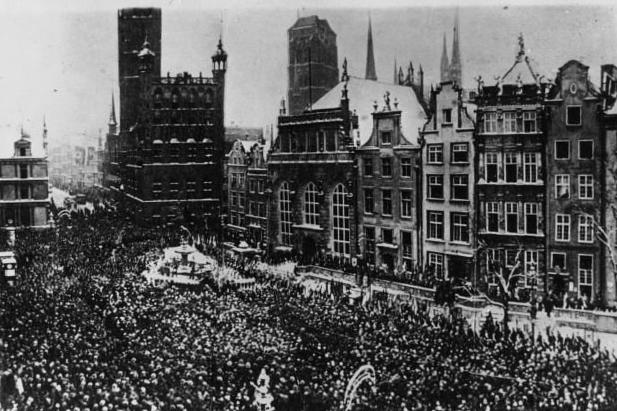
Demonstration für die Wiedereingliederung der Freien Stadt Danzig an Deutschland im Jahr 1933

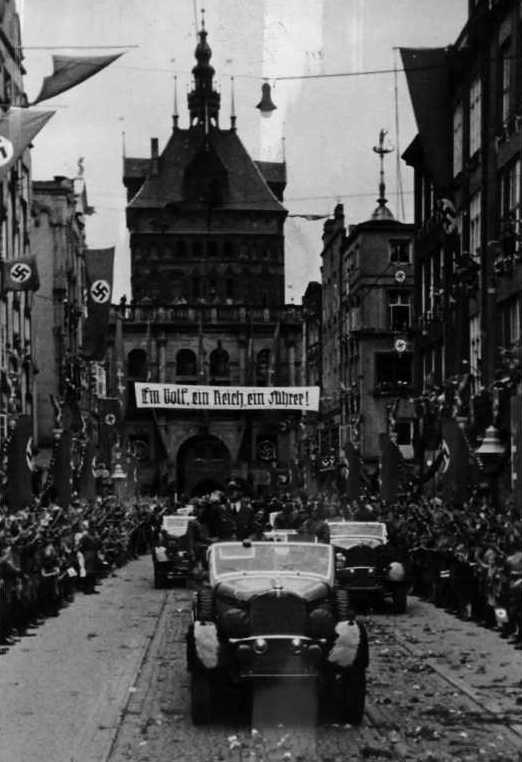
Adolf Hitler in Danzig am 20. September 1939

Die Freie Stadt Danzig bestand aus den Städten Danzig und Zoppot sowie den kleinen Städten Tiegenhof, Praust, Neuteich, Oliva und Ohra, wobei Neuteich und Tiegenhof im Danziger Werder bzw. im Kreis Großes Werder lagen.
Die polnische Minderheit besaß eigene Schulen und ein Vereinswesen, wurde aber von der deutschen Bevölkerung oft mit Misstrauen betrachtet und diskriminiert. Außerdem lebten in Danzig vor 1939 Kaschuben und Russen. Unter den Einwohnern fanden sich auch zahlreiche Juden, die nach 1939 enteignet und deportiert wurden.
Danzig hatte in der Zwischenkriegszeit nach einem anfänglichen Aufschwung mit erheblichen wirtschaftlichen Schwierigkeiten zu kämpfen, die durch die Zollgrenzen zum Deutschen Reich, die Weltwirtschaftskrise und den geringen Entwicklungsstand des Danziger Industriesektors bedingt waren.
Der Hafen und der Zoll sowie die internationalen Eisenbahnverbindungen – jedoch nicht die Straßenbahn und Kleinbahnen im Freistaatgebiet – waren unter polnische Verwaltung gestellt. Die Republik Polen legte im Danziger Hafen (Westerplatte) ein Munitionslager an und stationierte dort Militär. Des Weiteren war es dem polnischen Staat zwecks Verbindung des Hafengebiets mit Polen erlaubt, eine Post- und Telegrafenverwaltung, das sogenannte „polnische Postamt“, im Hafengebiet einzurichten.
Die problematischen Verhältnisse, die Anlass für viele – unbeachtet gebliebene – Beschwerden der Freien Stadt Danzig beim Völkerbund waren, schufen unter der Bevölkerung Ressentiments gegen Polen. Diese Stimmung wurde durch Zuwanderer aus ehemals deutschen, nach dem
Wiedererstehen des polnischen Staates an diesen gefallenen Gebieten gefördert; diese Zuwanderer waren wegen der von Polen ausgeübten Diskriminierung emigriert.
Die Wahl zum 5. Volkstag am 28. Mai 1933 ergab eine absolute Mehrheit für die Nationalsozialisten. Am 20. Juni 1933 wurde ein Senat unter Hermann Rauschning gewählt, dem nur noch Nationalsozialisten und zwei Zentrumsmitglieder angehörten. Der Volkstag beschloss die Übernahme des Ermächtigungsgesetzes, und der Senat konnte fortan mit Notverordnungen auch ohne Zustimmung des Volkstages regieren. Als die NSDAP Rauschning das Vertrauen entzog, wurde am 23. November 1934 ein neuer NSDAP-geführter Senat unter der Leitung von Arthur Greiser gebildet. Durch den besonderen Status der Stadt konnte die Gleichschaltung zwar faktisch vorangetrieben, jedoch nicht formal abgeschlossen werden. In der massiv gefälschten Volkstagswahl im Jahr 1935 versuchten die Nationalsozialisten daher eine verfassungsändernde Mehrheit zu gewinnen, um die bereits ausgehöhlte Verfassung und damit den Senat zu beseitigen und das deutsche Führerprinzip auch in der Freien Stadt Danzig einzuführen. Sie erhielten jedoch keine Zweidrittelmehrheit.
Während Rauschning 1933/34 als Senatspräsident eine Annäherung an Polen versuchte, blieb sein Nachfolger, Greiser, zum Nachbarland auf Distanz und führte die Freie Stadt Danzig in zunehmende (auch finanzielle) Abhängigkeit vom Deutschen Reich. Im Sommer 1939 nahmen die Spannungen zwischen Polen und Danzig abermals zu, nachdem Polen die militärische Besatzung auf der Westerplatte von ursprünglich 88 vom Völkerbund erlaubten Soldaten auf 240 verstärkte und die Zahl der Zollbeamten von 6 auf 110 erhöhte. Die polnischen Zollbeamten verschärften die Kontrollen im Grenzverkehr und maßten sich Befehlsgewalt über die deutschen Zollbeamten an; daraufhin weigerten sich die deutschen Zollbeamten, mit ihnen zusammenzuarbeiten. So kam es zum Zollinspektorenstreit, in dessen Verlauf vom polnischen Generalkommissar Marian Chodacki ein Ultimatum zur Kooperationsaufforderung gestellt wurde, „ansonsten werde die polnische Regierung unverzüglich Vergeltung gegen die Freie Stadt anwenden“. Die polnischen Zollbeamten wurden nun bewaffnet. Tatsächlich drängte Hitler, der Piłsudski bewunderte, den Danziger Senatspräsidenten, für Entspannung zu sorgen und „die Angelegenheit nicht noch mehr zu vergiften“, zumal Frankreich und Großbritannien Polen den Beistand in jedem von Deutschland ausgelösten Krieg zusicherten.
Nachdem in der sogenannten Deutsch-polnischen Krise keinerlei Einigung über einen Korridor (Autobahn) als Anbindung Danzigs an Deutschland erreicht wurde, erklärte sich Ende August 1939 der nationalsozialistische Gauleiter Danzigs, Albert Forster, zum Staatsoberhaupt und verfügte am 1. September 1939 völkerrechtswidrig, nachdem reichsdeutsche Streitkräfte das polnische Munitionsdepot auf der Westerplatte angegriffen hatten, den Anschluss Danzigs an das Deutsche Reich. Der deutsche Angriff auf die Westerplatte wird heute als Beginn des Zweiten Weltkriegs in Europa gesehen.

### Reichsgau Danzig-Westpreußen (1939–1945)

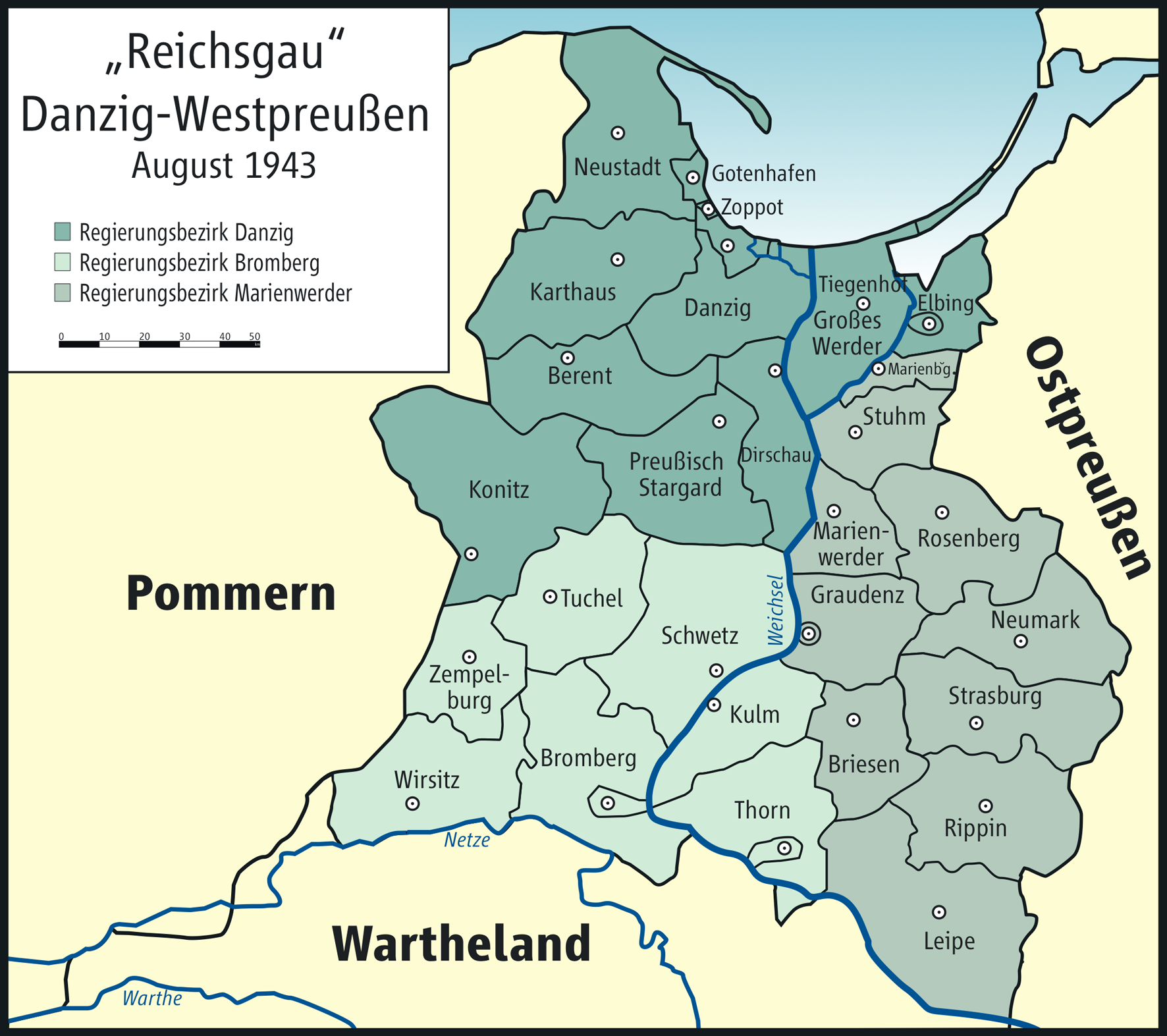
„Reichsgau“ Danzig-Westpreußen (August 1943)

Nach der Annexion Danzigs durch das Deutsche Reich gehörte die Stadt mit den umliegenden Gemeinden zum Reichsgau Danzig-Westpreußen. Die männliche Bevölkerung wurde zum Militärdienst herangezogen, die Eingliederung Danzigs in die Verwaltungsstrukturen des Reiches vollzogen, und die Reichsgesetze wurden nun auch in Danzig angewandt.
Im Zweiten Weltkrieg wurden insbesondere die Juden, die bereits seit 1933 systematisch verfolgt und entrechtet worden waren, aber auch die polnische Minderheit in Danzig in Konzentrationslager, unter anderem in das naheliegende KZ Stutthof, deportiert und größtenteils ermordet, insgesamt etwa 65.000 Menschen (davon 35.000 jüdischen Glaubens). Der Eintrag als Deutscher in die sogenannte Deutsche Volksliste war für Polen eine Möglichkeit, durch Nationalitätswechsel Diskriminierung und Verfolgung zu entgehen.
Seit Kriegsbeginn wurden in Danzig verschiedene Außenlager des KZ Stutthof eingerichtet. Auf dem heutigen Stadtgebiet befanden sich:
- Außenarbeitslager Danziger Werft
- Außenarbeitslager Schichau-Werft Danzig
- Außenarbeitslager Marine-Bauleitung Danzig-Holm
- Außenstelle Westerplatte
- Außenstelle Matzkau
- Außenkommando Betonfabrik Danzig
- Außenkommando Ziegelei Zigankenberg

Nachdem Gauleiter Albert Forster den Reichsgau Danzig-Westpreußen im Oktober 1939 für „judenfrei“ erklärt hatte, lebten in Danzig 1941 noch 575 Juden. Ihre Deportation setzte sich bis Juni 1943 fort, unter anderem nach Auschwitz und Theresienstadt. In der Stadt blieben 22 alte Menschen. Von 11.228 Juden im Jahr 1930 überlebten 10.500 durch Auswanderung, mindestens 700 wurden von Deutschen ermordet.
Im Ortsteil Matzkau (heute Maćkowy) befand sich nach dem Kriegsbeginn ein Strafvollzugslager der SS und Polizei. 1941 befand sich in Danzig-Langfuhr die Flugzeugführerschule A/B 6. Die Flugzeugführerschule war bis Ende 1941 in der Pestalozzi-Schule untergebracht. 1942 wurde die Fliegerschule in Flugzeugführerschule A/B 52 umbenannt und war in der Bölcke-Kaserne am Heeresanger untergebracht.

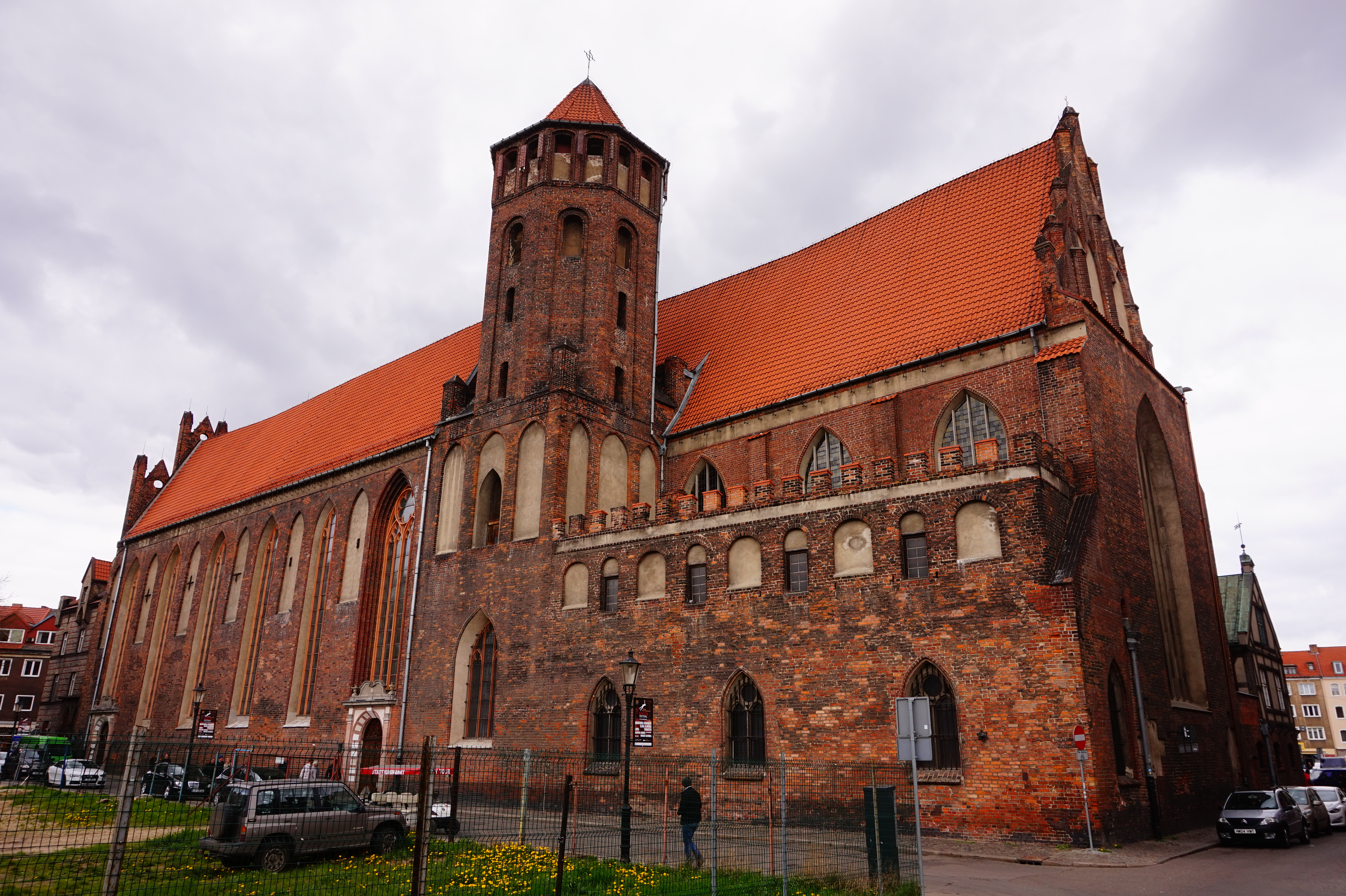
Die Verwüstungen der Altstadt 1945 überstand als einzige mittelalterliche Kirche die Nikolaikirche unzerstört.

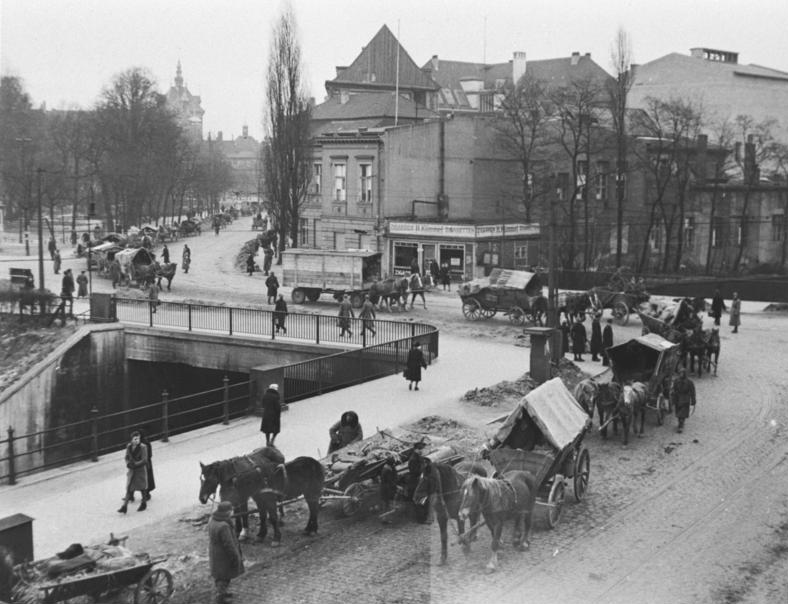
Flüchtlingstreck in Danzig, Februar 1945

Die Parteileitung lud immer wieder prominente NSDAP-Politiker in die Stadt, darunter 1940 Alfred Rosenberg und Joseph Goebbels und im Mai 1941 Adolf Hitler. Es kam zu einer großen Zahl an Aufmärschen und Militärparaden; die NS-Propaganda behauptete, monatlich gebe es „annähernd tausend“ Parteiversammlungen. Der Gau würde, so die Propaganda, durch deutsche Ordnung zur Blüte ganz ohne Arbeitslose geführt, was mit den Tatsachen nicht übereinstimmte. Im Jahr 1942 wurden in der Stadt 900 Mutterkreuze verliehen.
Am 11. Juli 1942 kam es zum ersten und schwersten der Luftangriffe auf Danzig. Den britischen Bombern fielen 89 Zivilisten zum Opfer. Ende März 1945 wurde Danzig von der Roten Armee und polnischen Militäreinheiten im Zuge der Schlacht um Ostpommern eingeschlossen und erobert. Durch die Kampfhandlungen wurden große Teile der Innenstadt (bestehend aus Rechtstadt, Altstadt, Vorstadt und Niederstadt) zerstört. Während und nach dem Einmarsch wurden die noch erhaltenen Häuser der Innenstadt von den sowjetischen Soldaten geplündert und in Brand gesteckt. In der Danziger Rechtstadt und der gesamten historischen Innenstadt gab es einen Verlust an Bausubstanz von etwa 90 Prozent.

### Polen seit 1945

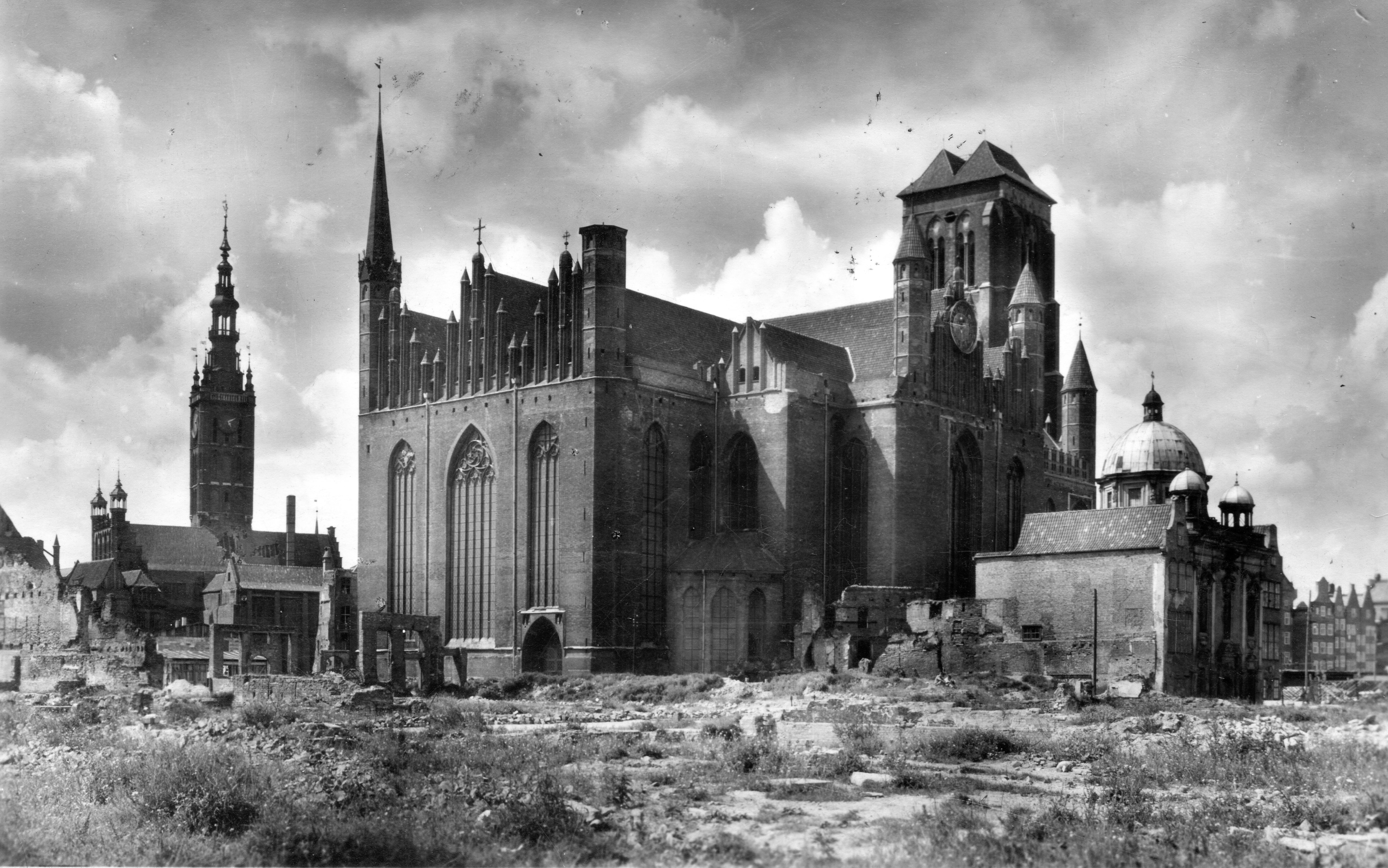
1957, Marienkirche und Rathaus mit neuen Dächern zwischen abgeräumten Trümmergrundstücken

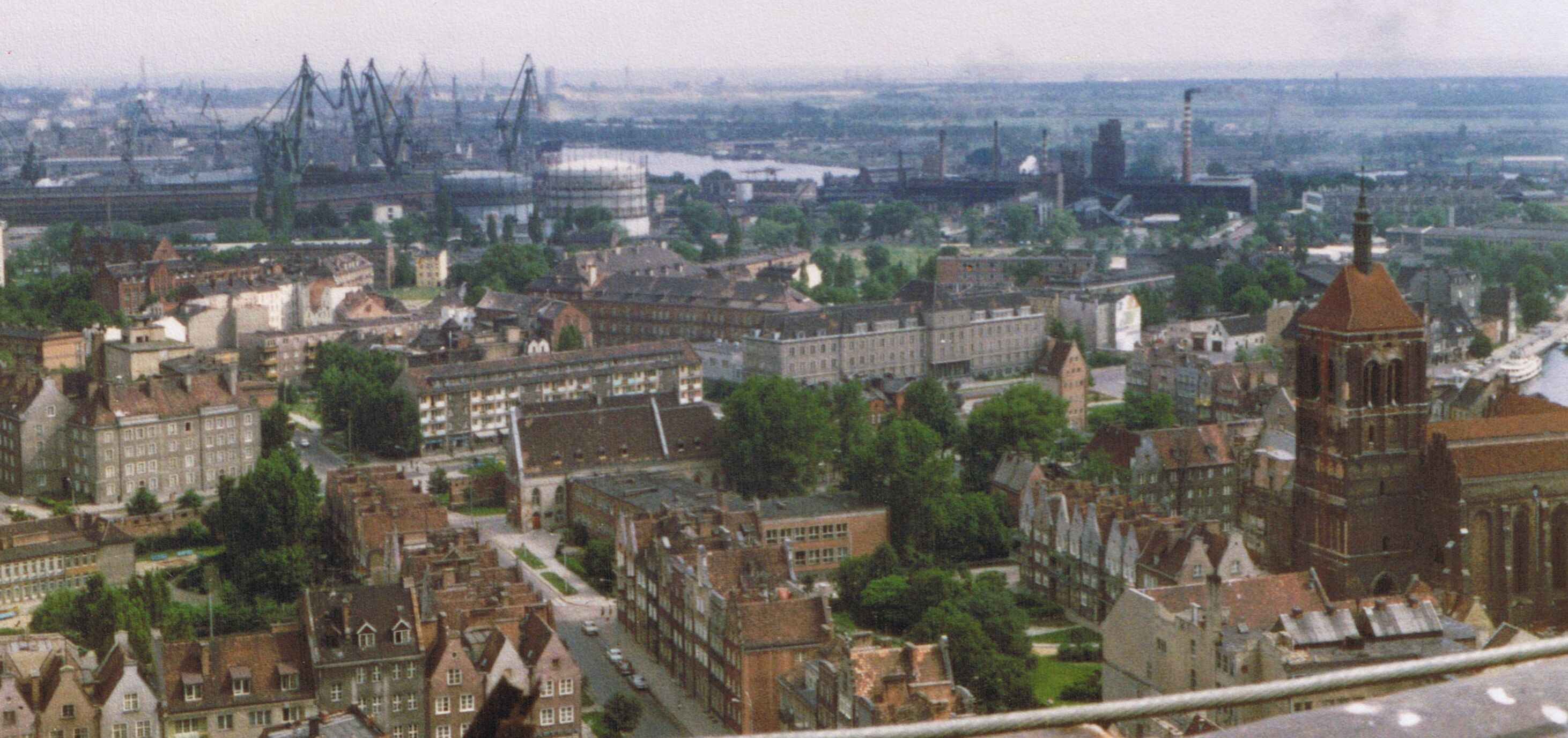
Panorama von Danzig 1982

Nach Beendigung der Kampfhandlungen des Zweiten Weltkriegs wurde die Danziger Region mit Ausnahme militärischer Sperrgebiete seitens der sowjetischen Besatzungsmacht der Volksrepublik Polen zur Verwaltung überlassen.
Bereits in den ersten Nachkriegsmonaten wurde die einheimische Bevölkerung bis auf wenige Ausnahmen von der polnischen Administration aus Danzig vertrieben. Am 1. Januar 1949 lebten noch 13.424 Personen in Danzig, die im Rahmen eines „Rehabilitationsverfahrens“ die polnische Staatsbürgerschaft angenommen hatten, eine Minderheit von etwa fünf Prozent der ursprünglichen Stadtbevölkerung mit zumeist auch polnischen Vorfahren.
Aufgrund des Bierut-Dekretes wurde das Eigentum von Personen deutscher Nationalität und Herkunft enteignet. Straftaten, die gegen die deutsche Zivilbevölkerung begangen wurden, wurden juristisch nur bedingt verfolgt. Erst nach der politischen Wende in Polen wurde damit begonnen, diese Geschehnisse aufzuarbeiten. Die deutsche Bevölkerung wurde ersetzt durch Polen, von denen viele im Zuge der Zwangsumsiedlung von Polen aus den ehemaligen polnischen Ostgebieten 1944–1946 vertrieben worden waren.
Die Danziger Rechtstadt sowie zahlreiche Baudenkmäler der Altstadt wurden durch die polnische Regierung in Anlehnung an frühneuzeitliche Vorbilder rekonstruiert.
Zugleich wurden vor allem in den 1960er Jahren in den Vorstädten wie Przymorze Trabantensiedlungen errichtet. Charakteristisch sind hier die sogenannten Wellenhäuser (Falowiec) – Wohnblöcke von teilweise mehreren hundert Metern Länge in Plattenbauweise, die mäandrieren und so eine Assoziation zum nahe gelegenen Meer hervorrufen sollen.
Mit Streiks in den Danziger Werften begannen sowohl der Aufstand vom Dezember 1970 in Polen als auch die August-Streiks 1980 in Polen. Aus einem lokalen Streikkomitee der Danziger Werft („Lenin-Werft“, Stocznia Gdańska im. Lenina) unter Führung von Lech Wałęsa entwickelte sich die landesweite Gewerkschaftsbewegung Solidarność, deren Wirken schließlich zum Zusammenbruch der Volksrepublik Polen und zur Errichtung der Dritten Polnischen Republik führte.

### Gegenwart

Paweł Adamowicz, Stadtpräsident 1998–2019

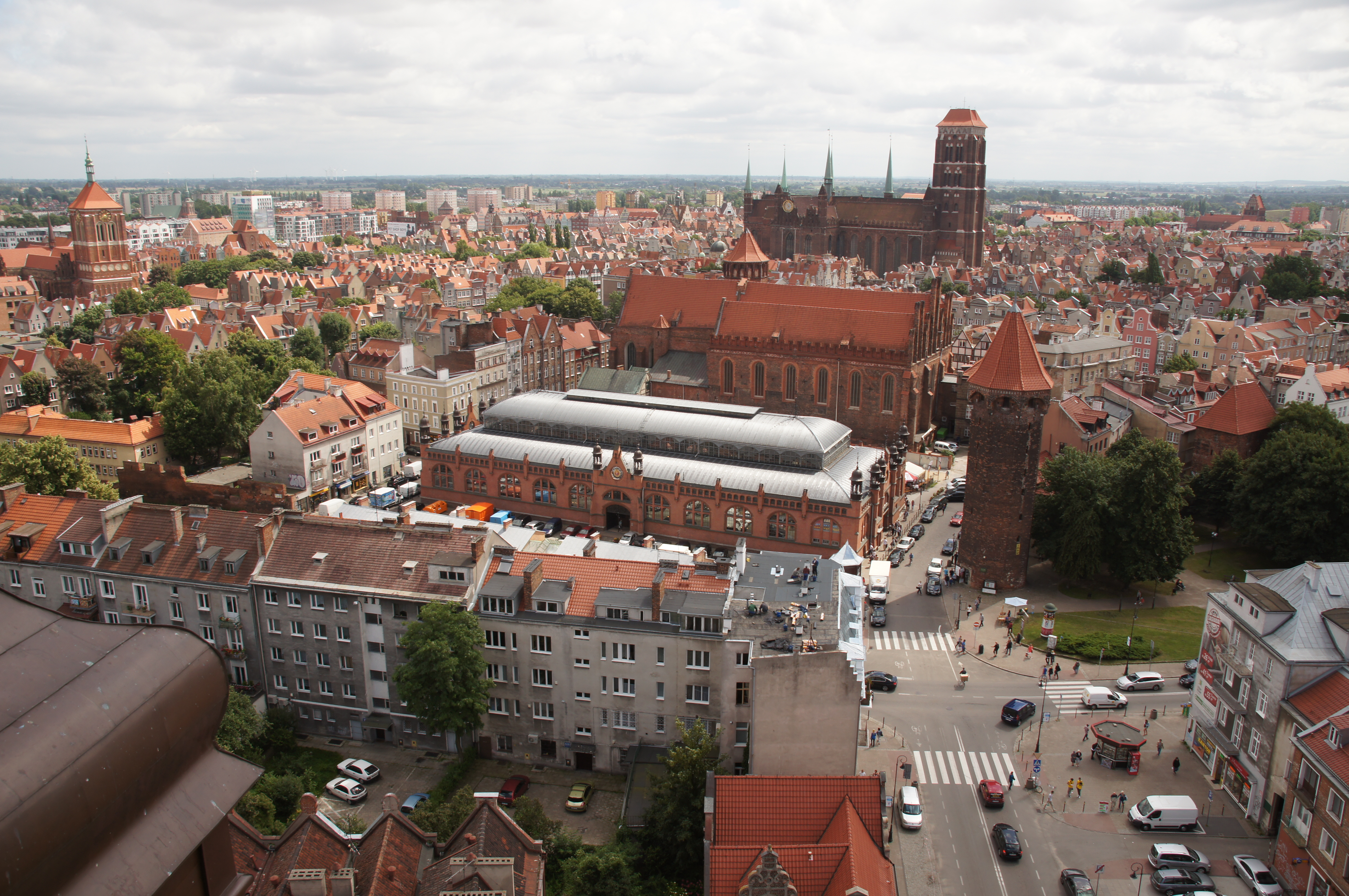
Blick auf die Danziger Altstadt, Juli 2013

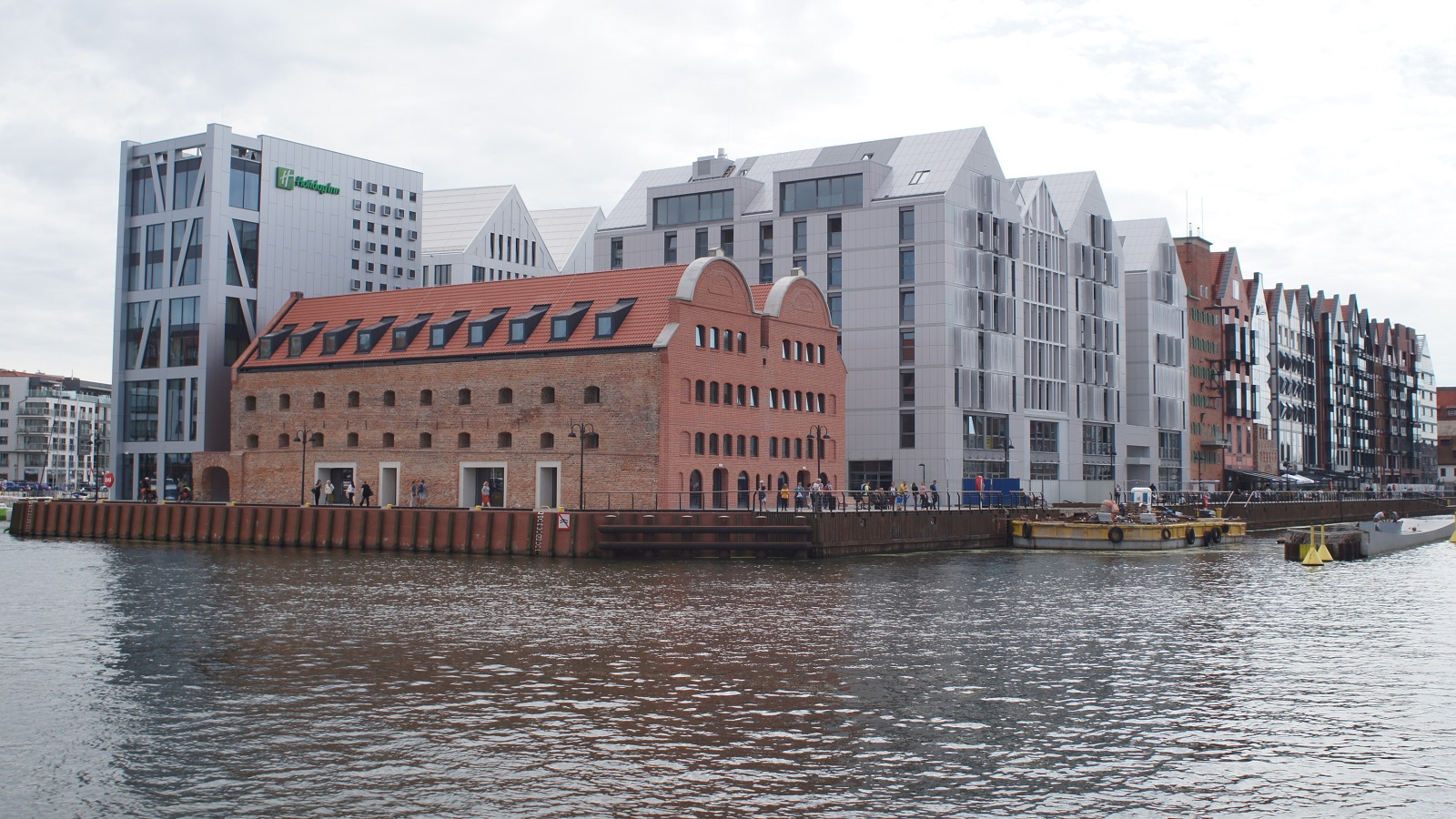
Neugestaltung der Speicherinsel, August 2019

Mit dem Fall des Eisernen Vorhanges veränderte sich die Lage der nationalen Minderheiten in der Republik Polen, auch die der deutschen Minderheit. In Danzig wurde am 15. März 1990 der Bund der Deutschen Minderheit gegründet, der im Jahr 2012 etwa 5000 Mitglieder zählte.
Aus der Danziger Werft wurden seit 1990 verschiedene Werften ausgegründet. Der Danziger Hafen wurde um einen Tiefwasserhafen für Container- und Massengutumschlag erweitert. Zu den zahlreichen Neubaumaßnahmen gehören neben Einkaufs-Malls beispielsweise die Untertunnelung der Weichsel und die neue Bebauung des nördlichen Teils der Speicherinsel. Solidarność-Zentrum und Weltkriegsmuseum sind unter Museen unten aufgeführt.
Im Januar 2019 fiel der Stadtpräsident Paweł Adamowicz einem Messerattentat zum Opfer.

### Demographie
| Jahr | Einwohner | Anmerkungen |
| ---- | --------- | --- |
| 1793 | 036.700   | [ 54 ] |
| 1796 | 037.408   | ohne Militär |
| 1800 | 041.072   | (mit Militär: 46.213) |
| 1806 | 044.511   | ohne Militär |
| 1819 | 049.392   | am Jahresende |
| 1827 | 0 60.132  | am Jahresanfang, davon 42.124 Evangelische, 14.992 Katholiken, 641 Mennoniten und 2375 Juden |
| 1828 | 061.902   | am Jahresende, mit Einschluss des Militärs, mit den Vorstädten |
| 1831 | 054.660   | ohne die Garnison |
| 1864 | 078.131   | (mit Militär: 90.334), davon 54.203 Evangelische und 19.411 Katholiken |
| 1867 | 089.311   | darunter 64.376 Evangelische, 22.147 Katholiken, 305 Mennoniten und 2350 Juden; nach anderen Angaben am 3. Dezember 89.311 Einwohner                                                                                                 |
| 1871 | 088.957   | am 1. Dezember, davon 62.014 Evangelische, 23.428 Katholiken, 901 sonstige Christen und 2625 Juden; nach anderen Angaben 89.121 Einwohner                                                                                            |
| 1875 | 097.931   | [ 62 ] |
| 1880 | 108.551   | [ 62 ] |
| 1885 | 114.805   | [ 62 ] |
| 1890 | 120.338   | davon 80.723 Evangelische, 35.851 Katholiken, 2535 Juden und 1229 Sonstige |
| 1900 | 140.563   | mit der Garnison, davon 92.272 Evangelische, 44.230 Katholiken, 2553 Juden und 1508 Sonstige (2791 sprechen nur polnisch, 1573 daneben auch Deutsch)                                                                                 |
| 1910 | 170.337   | davon 109.756 Evangelische, 53.613 Katholiken, 2158 sonstige Christen, 2294 Juden (164.343 mit deutscher, 3443 mit polnischer und 143 mit kaschubischer Muttersprache, 1893 Einwohner sprechen Deutsch und in einer anderen Sprache) |
| 1929 | 256.406   | [ 62 ] |
| 1945 | 139.087   | 46.058 Polen, 93.029 Deutsche (Stand: 1. November 1945) |

Die Einwohnerzahl der heutigen Stadt ist weitgehend konstant. Nachdem sie vom Jahr 2000 mit knapp 463.000 Einwohnern auf gut 455.000 im Jahr 2008 leicht gesunken war, stieg sie seitdem wieder an; 2016 erreichte sie knapp 464.000 Einwohner.
| Jahr          | 1946    | 1970    | 2000    | 2005    | 2010    | 2015    | 2021    |
| ------------- | ------- | ------- | ------- | ------- | ------- | ------- | ------- |
| Einwohnerzahl | 118.000 | 365.600 | 462.995 | 458.053 | 460.509 | 462.249 | 477.276 |

### Konfessionen
Entwicklung zwischen 1815 und dem Ersten Weltkrieg (nur Stadt, zum Umland siehe Landkreis Danzig):
| Jahr | evangelisch |      | katholisch |      | jüdisch |      |
|      | absolut     | %    | absolut    | %    | absolut | %    |
| 1821 | 39.343      | 71,0 | 13.137     | 23,7 | 2.288   | 04,1 |
| 1852 | 43.957      | 71,7 | 14.410     | 23,5 | 2.550   | 04,2 |
| 1871 | 62.015      | 70,5 | 23.428     | 26,6 | 1.625   | 01,8 |
| 1890 | 80.723      | 67,1 | 35.851     | 29,8 | 2.535   | 02,1 |
| 1910 | 110.253     | 64,7 | 55.513     | 32,6 | 2.390   | 01,4 |

## Politik

### Stadtpräsident
An der Spitze der städtischen Verwaltung steht ein Stadtpräsident, der von der Bevölkerung in direkter Wahl gewählt wird. Seit 2019 ist dies Aleksandra Dulkiewicz, die zunächst für die Wählervereinigung „Alles für Danzig“ ihres ermordeten Vorgängers Paweł Adamowicz, der seit 1998 im Amt war, antrat. 2024 war sie dann Kandidatin der Koalicja Obywatelska.
Die turnusmäßige Wahl 2024 führte zu folgendem Ergebnis:
- Aleksandra Dulkiewicz (Koalicja Obywatelska) 58,0 % der Stimmen
- Tomasz Rakowski (Prawo i Sprawiedliwość) 20,3 % der Stimmen
- Andrzej Pecka (Gemeinsamer Weg Danzig 2050) 6,9 % der Stimmen
- Michał Urbaniak (Konfederacja und unabhängige Polen für Pommern) 4,3 % der Stimmen
- Artur Szostak (Wir lieben Danzig – Unabhängige Kandidaten) 4,3 % der Stimmen
- Übrige 6,2 % der Stimmen

Die turnusmäßige Wahl 2018 führte zu folgendem Ergebnis:
- Paweł Adamowicz (Alles für Danzig) 37,0 % der Stimmen
- Kacper Płażyński (Prawo i Sprawiedliwość) 29,7 % der Stimmen
- Jarosław Wałęsa (Koalicja Obywatelska) 27,8 % der Stimmen
- Übrige 5,5 % der Stimmen

Im zweiten Wahlgang setzte sich der Amtsinhaber Adamowicz mit 64,8 % der Stimmen gegen den PiS-Kandidaten Płażyński, der 35,2 % der Stimmen erhielt, durch. Auf Adamowicz wurde am 13. Januar 2019 ein Attentat verübt, an dessen Folgen er am Folgetag starb. Seine Stellvertreterin Aleksandra Dulkiewicz wurde daraufhin vom Woiwoden zur kommissarischen Stadtpräsidentin ernannt. Bei der notwendigen Neuwahl trat sie am 3. März 2019 für Adamowicz' Wählervereinigung „Alles für Danzig“ an und wurde dabei auch von der PO, der PSL, Nowoczesna und Wiosna unterstützt. Sie wurde bereits im ersten Wahlgang mit 82,2 % der Stimmen gewählt. Ihre Gegenkandidaten Grzegorz Braun (Konfederacja Korony Polskiej) und Marek Skiba (parteilos) landeten mit 11,9 % bzw. 5,9 % der Stimmen weit abgeschlagen.

### Stadtrat
Der Stadtrat besteht aus 34 Mitgliedern und wird direkt gewählt. Die Stadtratswahl 2024 führte zu folgendem Ergebnis:
- Koalicja Obywatelska (KO) 57,8 % der Stimmen, 25 Sitze
- Prawo i Sprawiedliwość (PiS) 21,1 % der Stimmen, 8 Sitze
- Gemeinsamer Weg Danzig 2050 8,1 % der Stimmen, 1 Sitz
- Wir lieben Danzig – Unabhängige Kandidaten 4,3 % der Stimmen, kein Sitz
- Konfederacja und unabhängige Polen für Pommern 4,3 % der Stimmen, kein Sitz
- Übrige 4,3 % der Stimmen, kein Sitz

Die Stadtratswahl 2018 führte zu folgendem Ergebnis:
- Koalicja Obywatelska (KO) 39,3 % der Stimmen, 16 Sitze
- Prawo i Sprawiedliwość (PiS) 26,3 % der Stimmen, 12 Sitze
- Wahlkomitee Alles für Danzig 19,1 % der Stimmen, 6 Sitze
- Wahlkomitee Danziger Einwohner 6,5 % der Stimmen, kein Sitz
- Wahlkomitee Danziger Stadtbewegung 5,2 % der Stimmen, kein Sitz
- Sojusz Lewicy Demokratycznej (SLD) / Lewica Razem (LR) 3,1 % der Stimmen, kein Sitz
- Übrige 0,6 % der Stimmen, kein Sitz

### Wappen
Das Großwappen der Stadt Danzig besteht aus einem von zwei goldenen Löwen flankierten, gotischen Schild. Der rote Wappenschild enthält oben eine offene goldene Krone und darunter zwei gleicharmige, silberne (weiße) Kreuze. Zu Füßen des Schildes und der Schildhalter zeigt es in einer goldenen Schleife die schwarz geschriebene Devise: nec temere nec timide – weder unbesonnen noch furchtsam.

### Städtepartnerschaften
Partnerschaftliche Zusammenarbeit und Städtepartnerschaften bestehen mit folgenden Städten:
| Stadt               | Land                                       | seit | Typ            |
| ------------------- | ------------------------------------------ | ---- | -------------- |
| Aarhus              | Midtjylland, Dänemark                      |      | ruhend         |
| Astana              | Kasachstan                                 | 1996 | Partnerstadt   |
| Barcelona           | Katalonien, Spanien                        | 1990 | Zusammenarbeit |
| Bremen              | Deutschland                                | 1976 | Partnerstadt   |
| Cleveland           | Ohio, Vereinigte Staaten                   | 1990 | Partnerstadt   |
| Gent                | Ostflandern, Belgien                       | 2009 | Zusammenarbeit |
| Helsingør           | Hovedstaden, Dänemark                      | 1992 | Zusammenarbeit |
| Kaliningrad         | Russland                                   | 1993 | Partnerstadt   |
| Kalmar              | Småland, Schweden                          | 1991 | Partnerstadt   |
| Marseille           | Provence-Alpes-Côte d’Azur, Frankreich     | 1992 | Partnerstadt   |
| Nawapolazk          | Wizebsk, Belarus                           | 2009 | Zusammenarbeit |
| Newcastle upon Tyne | North East England, Vereinigtes Königreich | 2001 | Zusammenarbeit |
| Nizza               | Provence-Alpes-Côte d’Azur, Frankreich     | 1999 | Partnerstadt   |
| Odessa              | Ukraine                                    | 1996 | Partnerstadt   |
| Omsk                | Sibirien, Russland                         | 2008 | Zusammenarbeit |
| Palermo             | Sizilien, Italien                          | 2005 | Zusammenarbeit |
| Rijeka              | Primorje-Gorski Kotar, Kroatien            |      | Zusammenarbeit |
| Rotterdam           | Zuid-Holland, Niederlande                  | 1997 | Partnerstadt   |
| Rouen               | Normandie, Frankreich                      | 1992 | Zusammenarbeit |
| Sankt Petersburg    | Russland                                   | 1997 | Partnerstadt   |
| Sefton              | North West England, Vereinigtes Königreich | 1993 | Partnerstadt   |
| Shanghai            | Volksrepublik China                        | 2004 | Zusammenarbeit |
| Turku               | Varsinais-Suomi, Finnland                  | 1976 | Partnerstadt   |
| Vilnius             | Litauen                                    | 1998 | Partnerstadt   |

1. ↑  Auf einem Partnerschaftswegweiser vor dem Danziger Neuen Rathaus befindet sich derzeit noch der Name von Aarhus. Die Partnerschaft ist laut Auskunft der Stadt Danzig inzwischen „eingeschlafen“. (Stand: Januar 2016)

### Neue Hanse

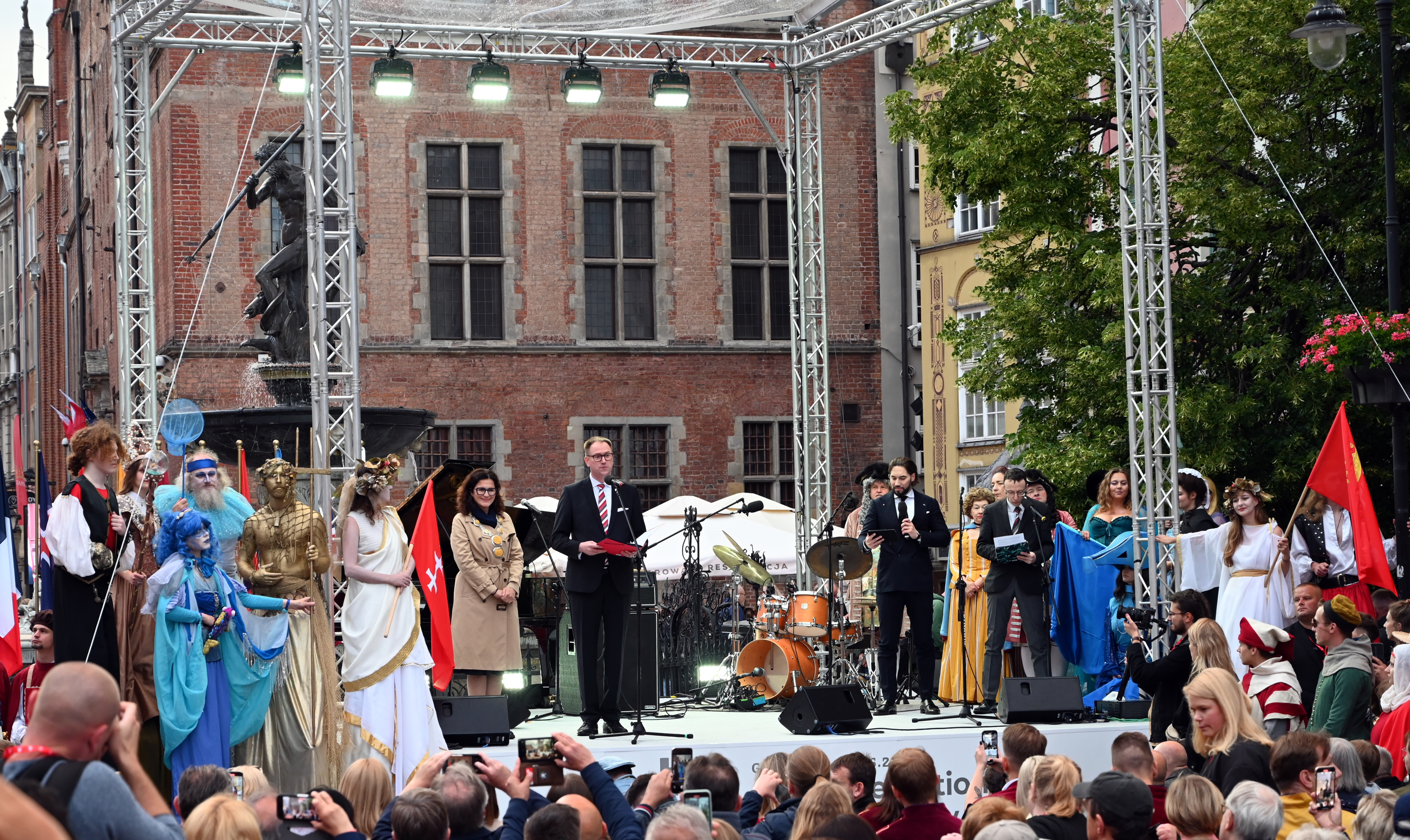
Danzig, Langer Markt, 13. Juni 2024: Eröffnungsveranstaltung des 44. Hansetages der Neuzeit. Links auf dem Podest Aleksandra Dulkiewicz, Stadtpräsidentin Danzigs. Rechts neben ihr Jan Lindenau, Bürgermeister von Lübeck und Vormann der Neuen Hanse, bei seiner Eröffnungsansprache.

Die Stadt Danzig ist Mitglied des Städtebundes der Neuen Hanse und war Ausrichter des 17. (1997) und des 44. Hansetages der Neuzeit 2024.

## Kultur

### Kulinarische Spezialitäten
- Danziger Goldwasser
- Danziger Machandel, ein Wacholderschnaps.

### Veranstaltungen
Im August findet der mehrwöchige Dominikanermarkt statt, zu dem auch zahlreiche Auswärtige anreisen. Entstanden ist er durch ein Ablassprivileg zum Fest des Heiligen Dominikus (8. August).

### Musik
- Baltische Philharmonie (Polska Filharmonia Bałtycka im. Fryderyka Chopina)
- Baltische Oper (Opera Bałtycka)

### Theater
- Theater am Kohlenmarkt (Teatr Wybrzeże)
- Shakespeare-Theater Danzig (Gdański Teatr Szekspirowski)

### Museen
- Europäisches Zentrum der Solidarność (Europejskie Centrum Solidarności)
- Museum des Zweiten Weltkriegs (Muzeum II Wojny Światowej)
- Westerplatte-Museum (Muzeum Westerplatte i Wojny 1939)
- Nationalmuseum (Muzeum Narodowe w Gdańsku)
- Archäologisches Museum (Muzeum Archeologiczne w Gdańsku)[77]
- Historisches Museum (Muzeum Historyczne Miasta Gdańska)[78][79]
  - Rechtstädtisches Rathaus (Ratusz Głównego Miasta)
  - Artushof (Dwór Artusa)
  - Uphagenhaus (Dom Uphagena)
  - Turmuhrenmuseum (Muzeum Nauki Gdańskiej) in der Katharinenkirche
  - Bernsteinmuseum (Muzeum Bursztynu) in der ehem. Großen Mühle
  - Festung Weichselmünde (Twierdza Wisłoujście)
  - Wachhaus Nr. 1 auf Westerplatte (Wartownia nr 1 na Westerplatte)
  - Museum der Polnischen Post (Muzeum Poczty Polskiej)
- Nationales Maritimes Museum (Narodowe Muzeum Morskie w Gdańsku)[80]
  - Zentrum für Maritime Kultur (Ośrodek Kultury Morskiej)
  - Speicher auf der Insel Ołowianka (Spichlerze na Ołowiance)
  - Museumsschiff Sołdek
  - Krantor (Brama Żuraw)

### Bauwerke

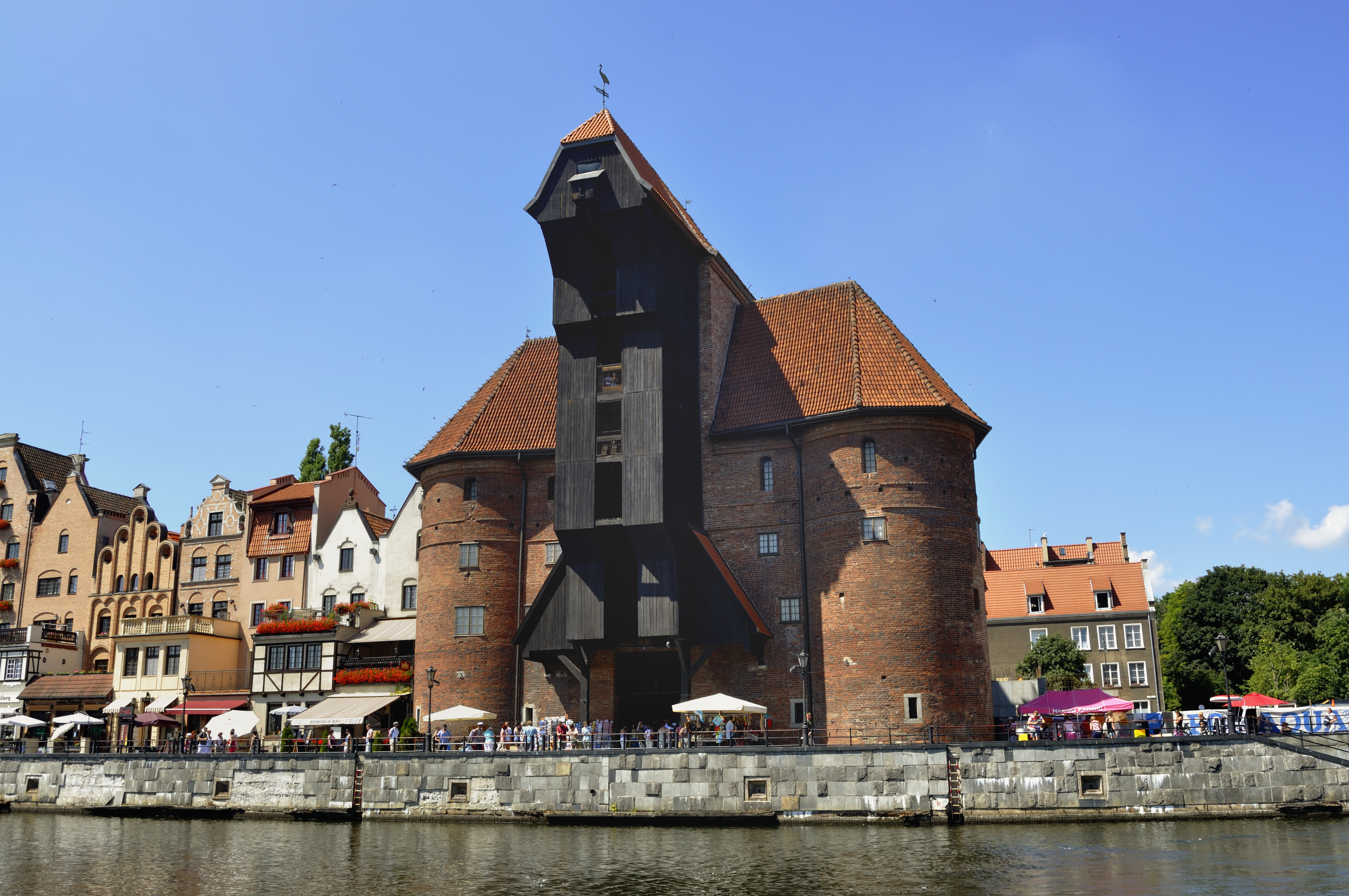
Krantor

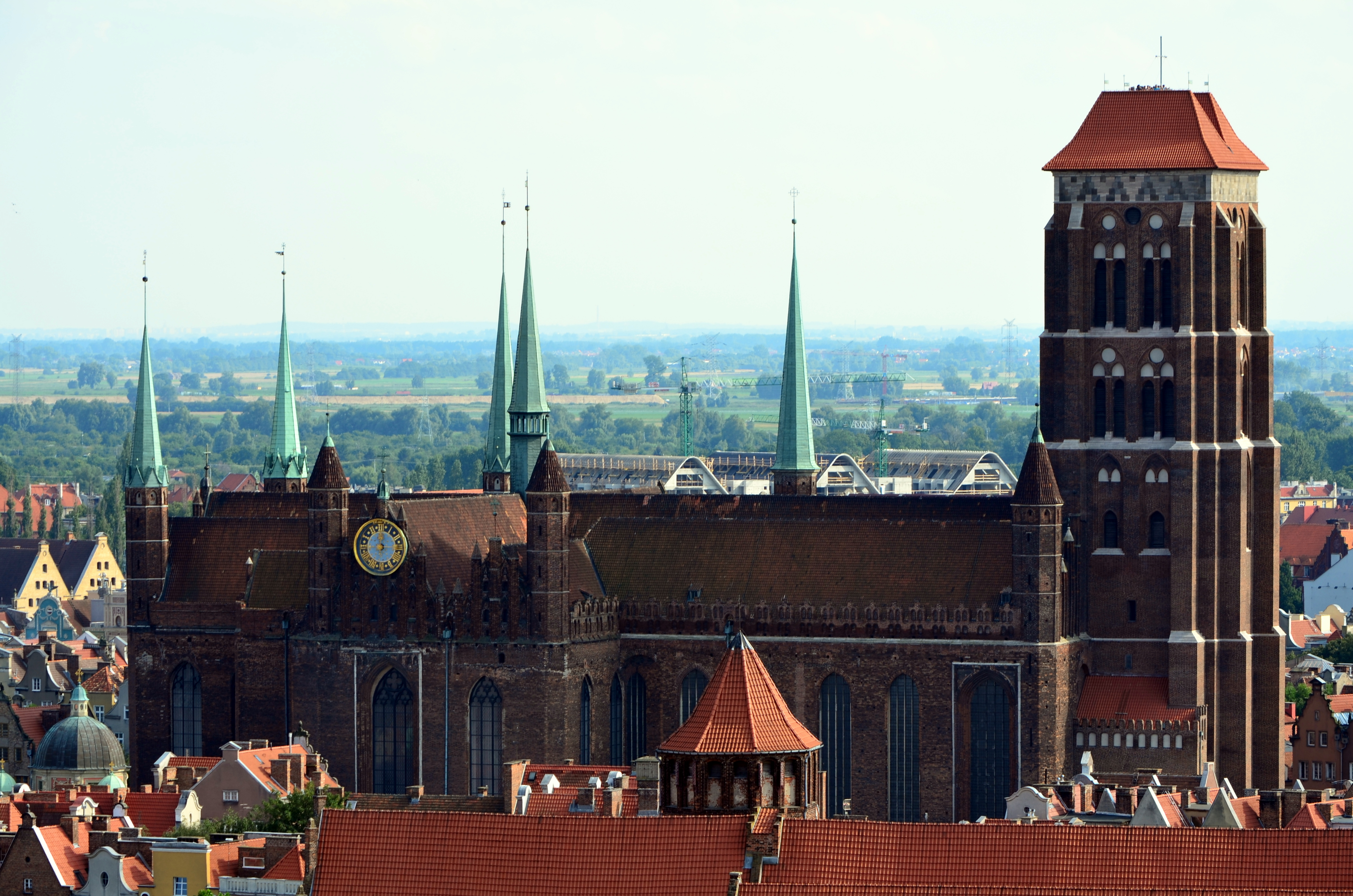
Marienkirche

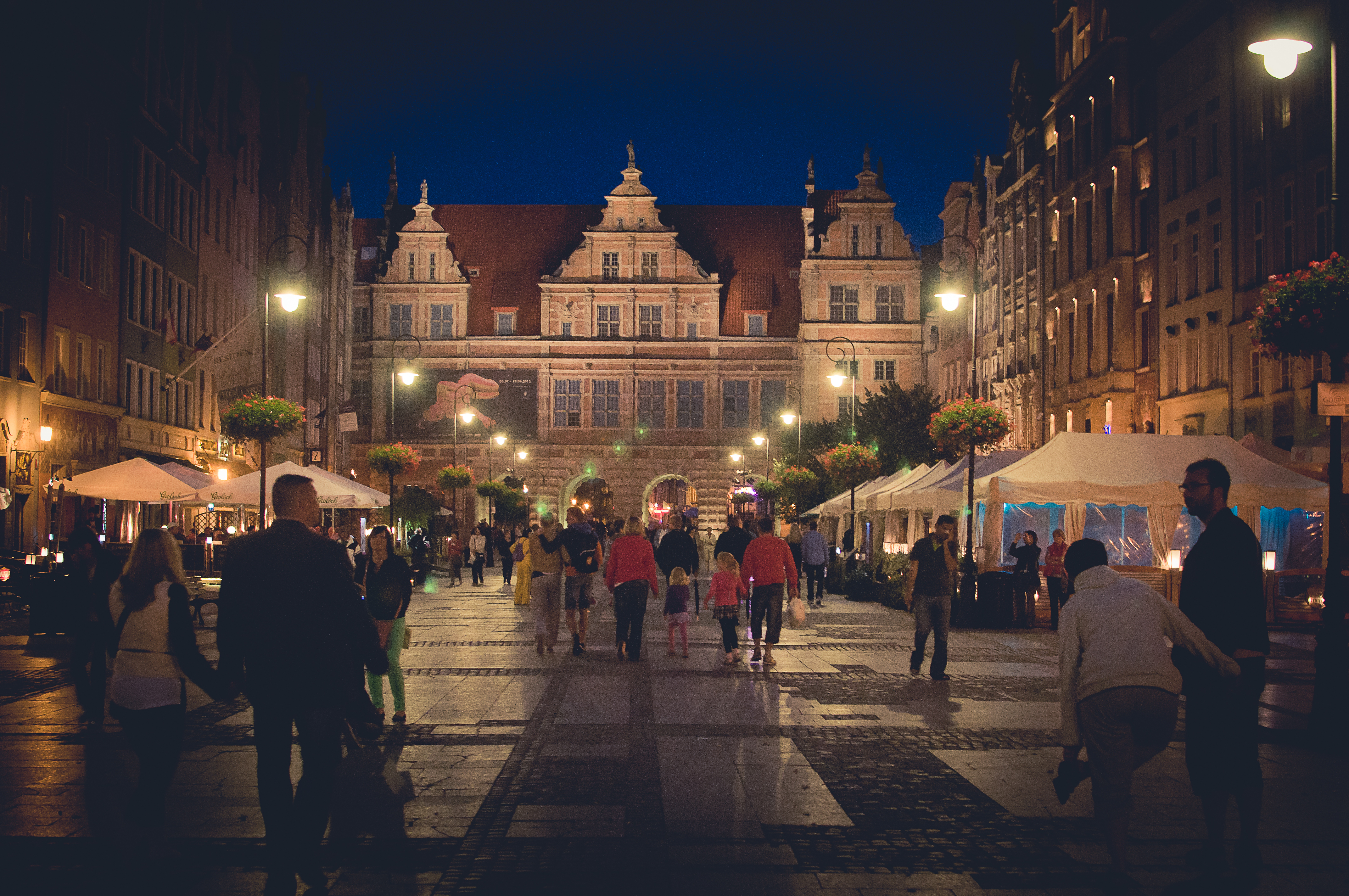
Grünes Tor am Langen Markt bei Nacht

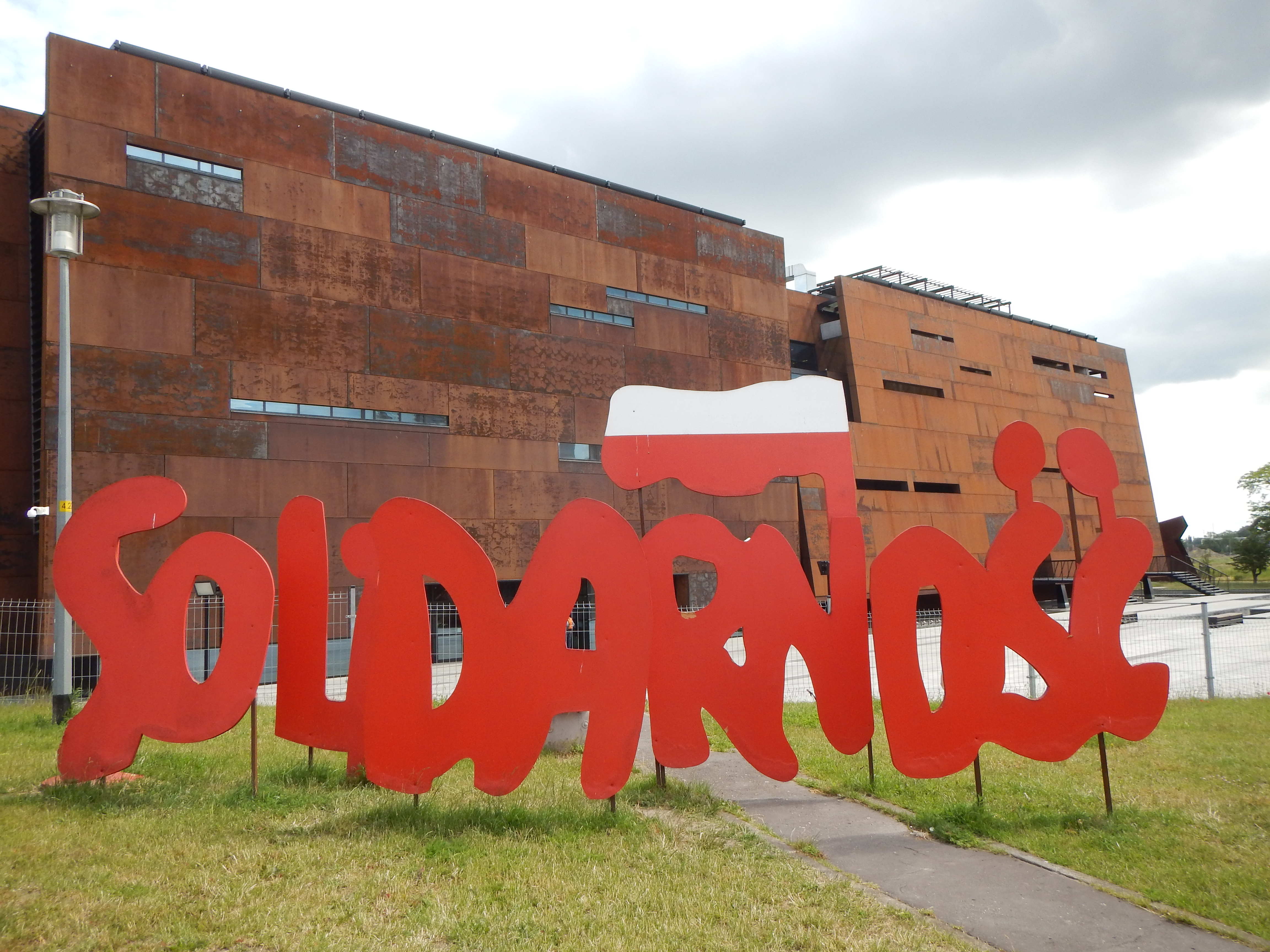
Europäisches Zentrum der Solidarność

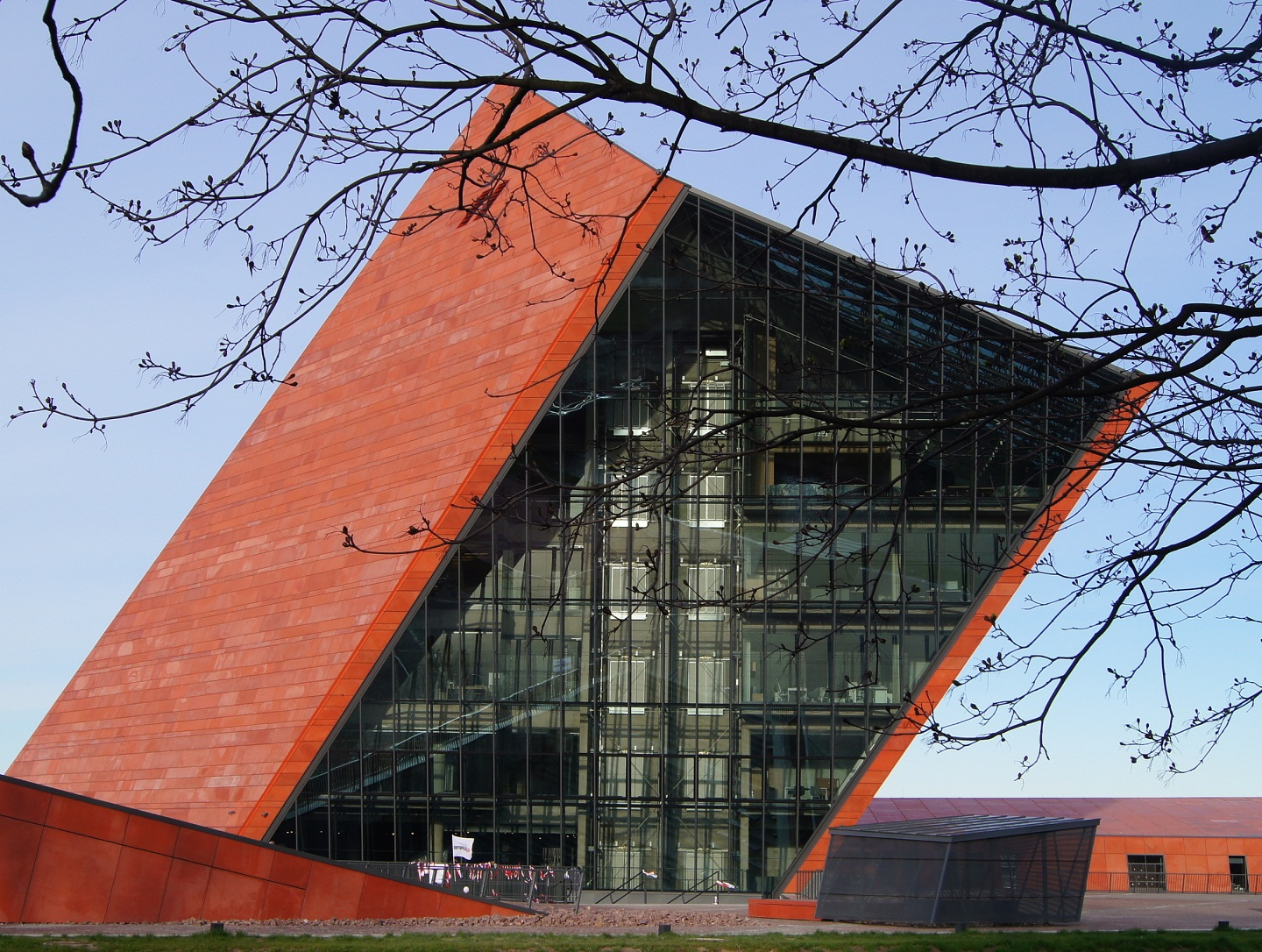
Museum des Zweiten Weltkriegs (Muzeum II Wojny Światowej)

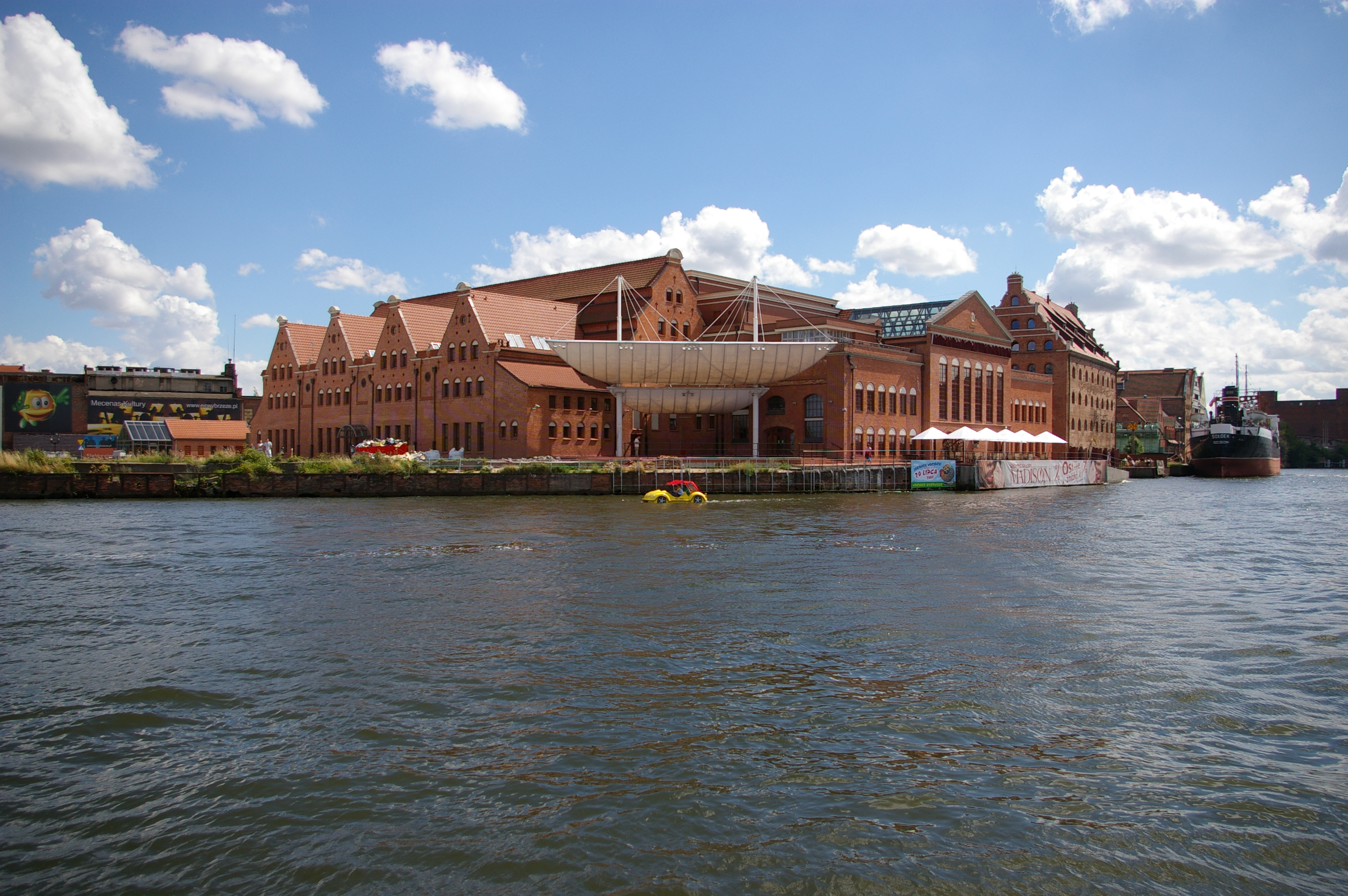
Baltische Philharmonie

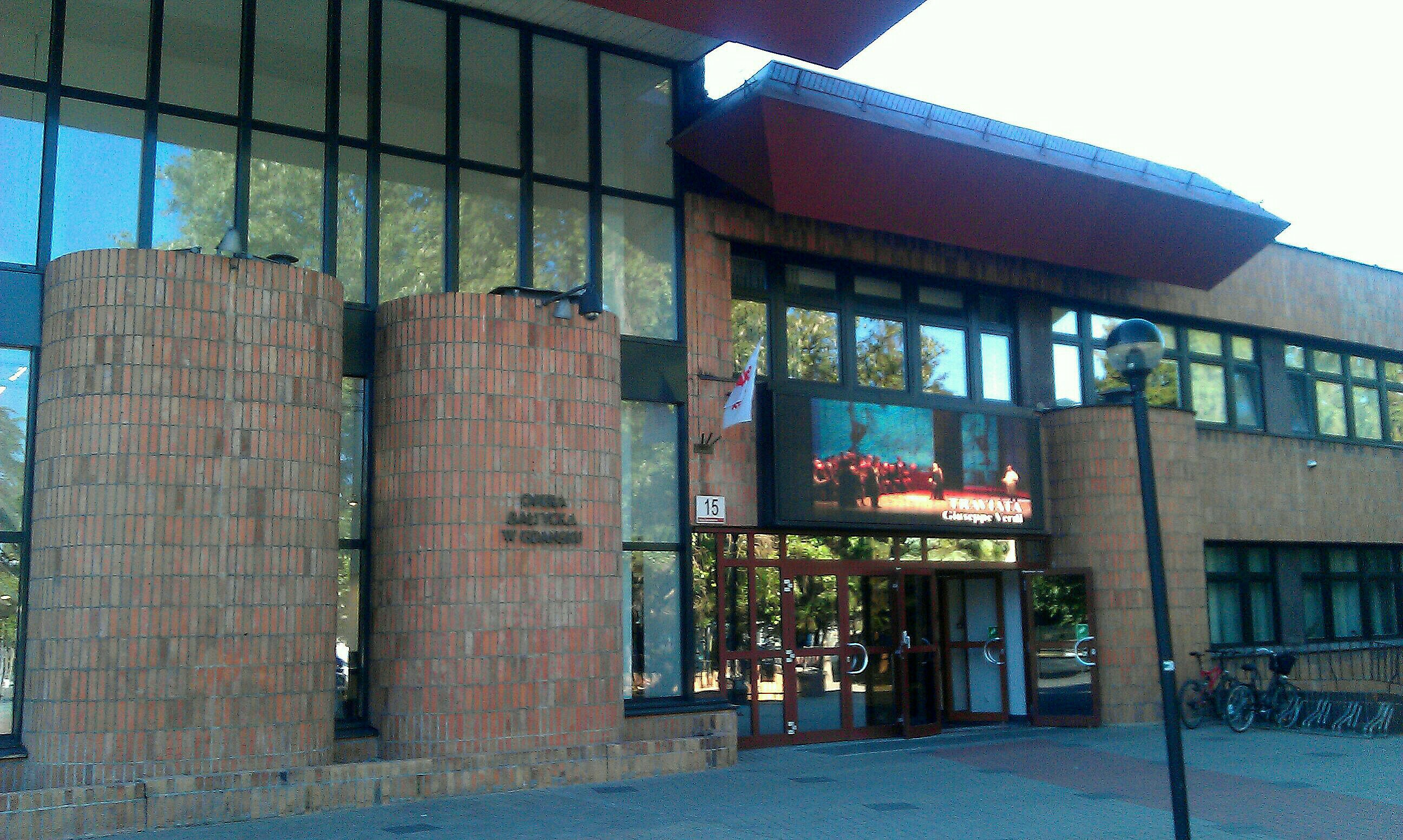
Baltische Oper

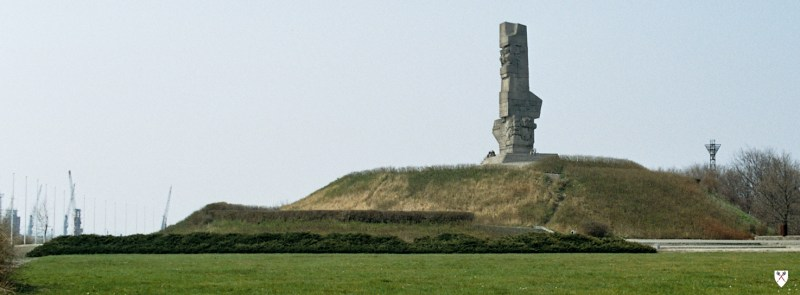
Westerplatte-Denkmal

#### Weltliche Bauwerke
- Krantor
- Grünes Tor
- Rechtstädtisches Rathaus
- Großes Zeughaus
- Artushof
- Hof der St.-Georg-Schützenbruderschaft
- Zum Lachs
- Große Mühle
- Altstädtisches Rathaus
- Langgasser Tor
- Hohes Tor
- Stockturm
- Lwi Dwór
- Festung Weichselmünde
- Ankerschmiedeturm
- Niedertor (Danzig)

#### Kirchen
- Marienkirche – Hallenkirche (Bazylika Mariacka)
- Dom zu Oliva (Katedra Oliwska), Grabstätte von Anton Möller, dem „Maler von Danzig“
- Bartholomäuskirche (Kościół św. Bartłomieja)
- Brigittenkirche – Basilika (Bazylika św. Brygidy)
- Johanneskirche (Kościół św. Jana)
- Josephskirche (Kościół św. Józefa)
- Königliche Kapelle (Kaplica Królewska)
- Mennonitenkirche (Kościół Menonitów)
- Katharinenkirche (Kościół św. Katarzyny)
- Nikolaikirche (Kościół św. Mikołaja)
- Peter-und-Paul-Kirche (Kościół św. Piotra i Pawła)
- Trinitatis-Kirche (Kościół św. Trójcy)

#### Weitere Sakralbauten
- Danziger Moschee
- Neue Synagoge in Langfuhr (Wrzeszcz)

#### Plätze und Straßen
- Frauengasse
- Langer Markt
- Langgasse
- Lange Brücke

#### Denkmale und Brunnen
- Westerplatte-Denkmal, Ehrengräber und eine ständige Ausstellung auf der Westerplatte
- Denkmal für die gefallenen Werftarbeiter von 1970 vor dem Solidarność-Zentrum
- Neptunbrunnen
- zwei Heweliuszdenkmale und der
  - Heweliuszbrunnen in der Altstadt
- Denkmal für Günter Grass und den Blechtrommler Oskar in Langfuhr (Wrzeszcz, plac generala Jozefa Wybickiego)
- Friedhof der nichtexistierenden Friedhöfe.

### Naturnahe Anlagen

#### Parks und Strände
- Festungsgelände an der Mottlau, 12 ha
- Eco Hewelianum auf dem Festungsgelände des Hagelsbergs
- Ronald Reagan Park zwischen Brösen und Glettkau, 200 ha
- Park Kuźniczki in Langfuhr (Wrzeszcz)
- Park Oruński (ehemals Hoene-Park) im Bezirk Ohra
- Olivaer Park (Park Oliwski), 11 ha; mit dem
  - Botanischer Garten Oliva (Ogród Botaniczny w Oliwie)
- Zoologischer Garten (Miejski Ogród Zoologiczny Wybrzeża) im Bezirk Oliwa, 136 ha, gegründet 1954
- Landschaftspark Dreistadt (TPK), 20.000 ha

Die Großstadt Danzig hat fünf eigene Strände, die mit dem ÖPNV zu erreichen sind. Die beiden ersten haben bewachte Badeanstalten.
- Brösen (Brzeźno)
  - Seebrücke (Molo), 130 m lang
- Heubude (Stogi) (mit FKK-Strand)
- Glettkau (Jelitkowo)
- Bohnsack (Sobieszewo)
- Wordel (Sobieszewo-Orle)

#### Naturschutzgebiete und Naturdenkmale
- 7 Naturschutzgebiete im Bereich des Landschaftsparks TPK
- Naturschutzgebiete auf der Bohnsacker Insel
  - Vogelschutzgebiet Ptasi Raj

- 144 Naturdenkmäler:
  - 88 Bäume und Baumgruppen
  - 2 Bäume an Findlingen
  - 52 Findlinge und Gesteinsgruppen
  - 2 Oberflächenobjekte

### Sport

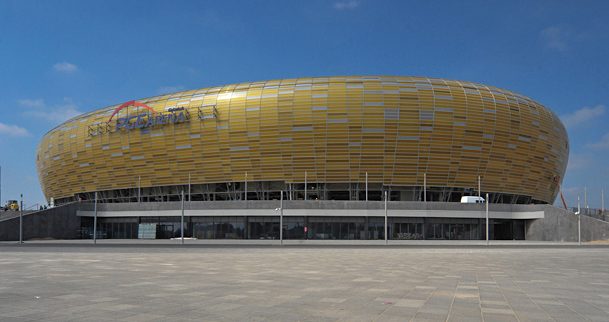
PGE Arena Gdańsk

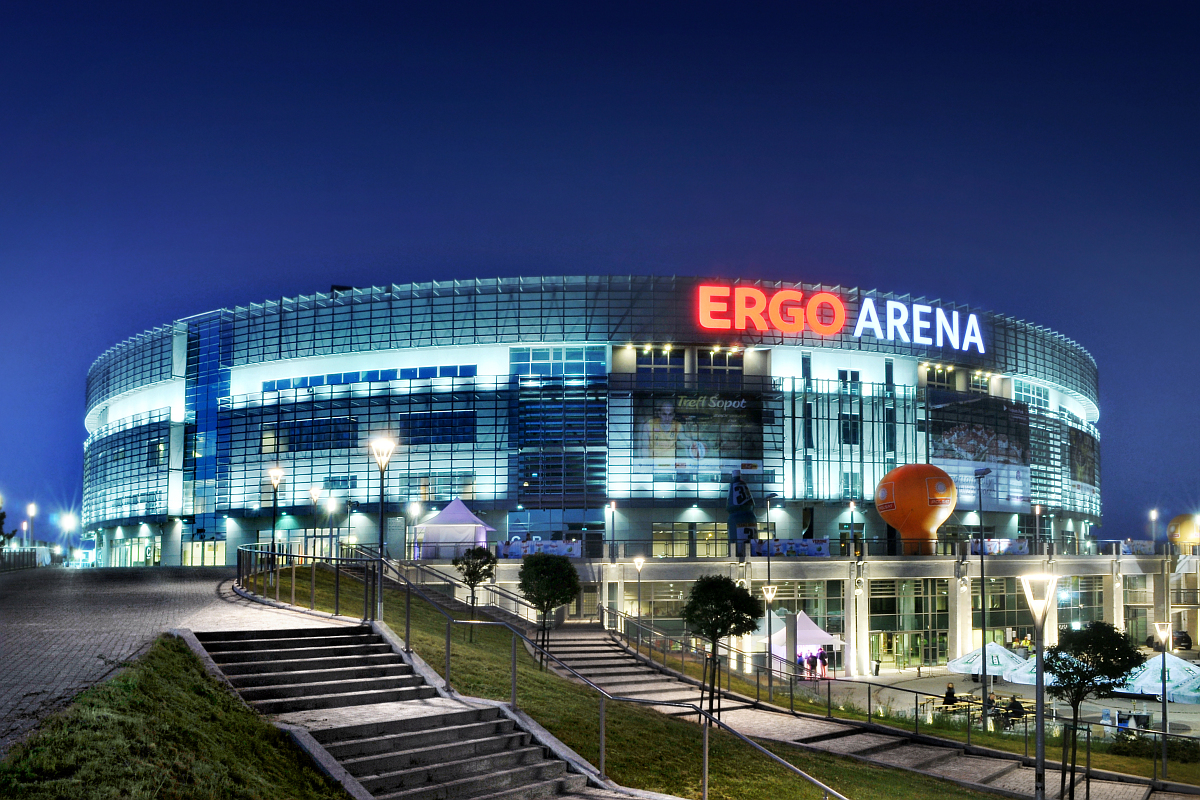
Ergo Arena

#### Fußball
Danzig war einer von vier polnischen Austragungsorten der Fußball-Europameisterschaft 2012. Drei Gruppenspiele und ein Viertelfinale des Turniers fanden in der neu erbauten PGE Arena Gdańsk statt. Lechia Gdańsk spielt seit 2023 in der 1. Liga (Polen), der zweithöchsten polnischen Fußballliga.

#### Hand- und Volleyball
Die Ergo Arena ist eine Multifunktionshalle auf der Stadtgrenze nach Sopot. Sie wurde 2010 eröffnet und war Austragungsort der Volleyball-Europameisterschaft der Männer 2013, der Volleyball-Weltmeisterschaft der Männer 2014 und der 15. Leichtathletik-Hallenweltmeisterschaften 2014. 2016 fanden hier sechs Vorrundenbegegnungen 12. Handball-Europameisterschaft der Männer statt.
Die Männerhandballmannschaft von Wybrzeże Gdańsk gewann zehnmal die polnische Meisterschaft und erreichte 1986 und 1987 die Finalspiele im Europapokal der Landesmeister.

#### Eishockey
Die Danziger Eishockeymannschaft GKS Stoczniowiec, die 1970 gegründet wurde, spielt seit 2017 in der zweitklassigen I liga. Die Heimstätte des Klubs ist das aus dem Jahr 1972 stammende Eisstadion „Olivia“ mit ca. 5000 Zuschauerplätzen. Es war Austragungsort der Eishockey-Weltmeisterschaft (Div. I, Gr. B) 2004 sowie der Basketball-Europameisterschaft 2009.

## Wirtschaft und Infrastruktur

### Verkehr

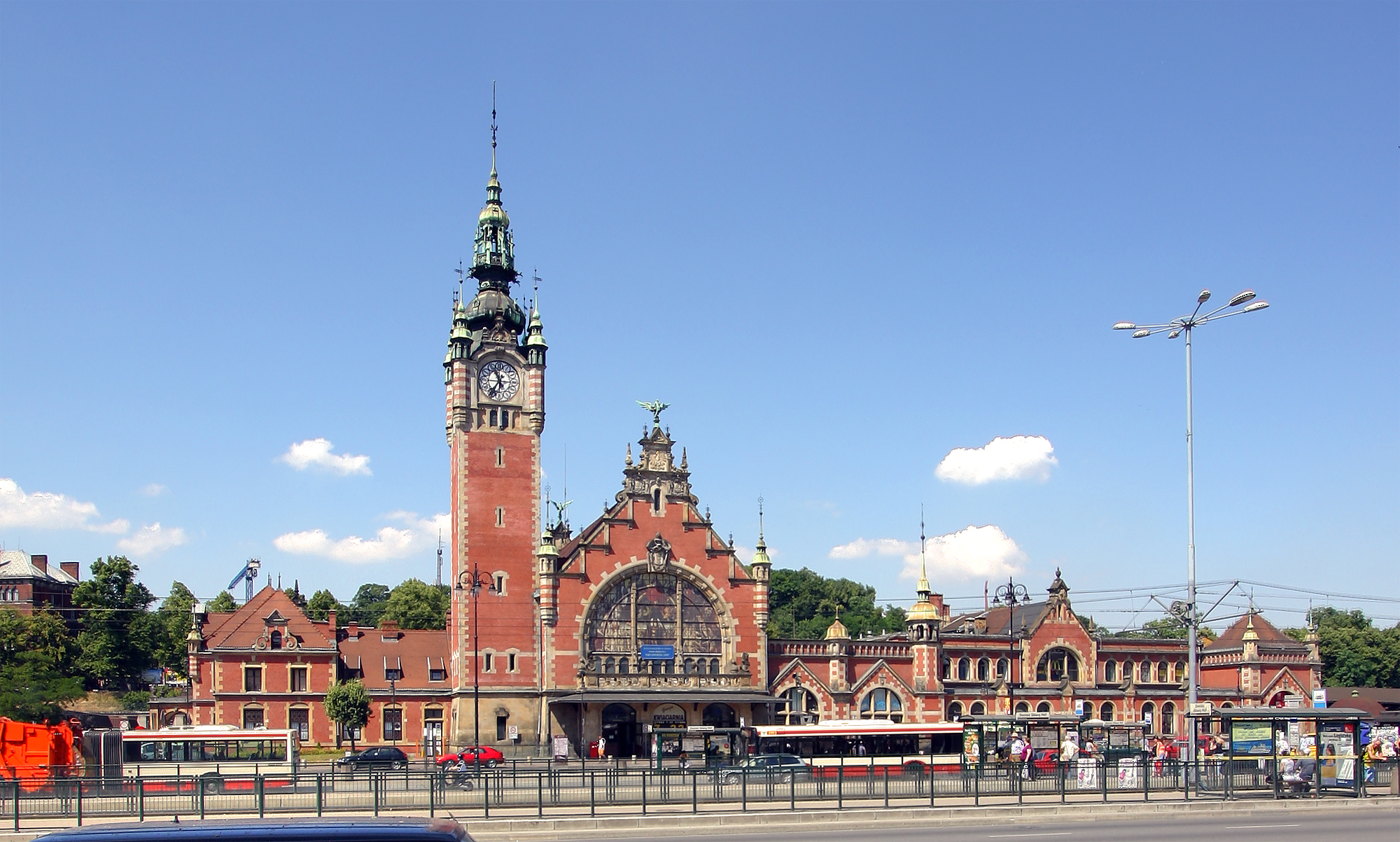
Danziger Hauptbahnhof

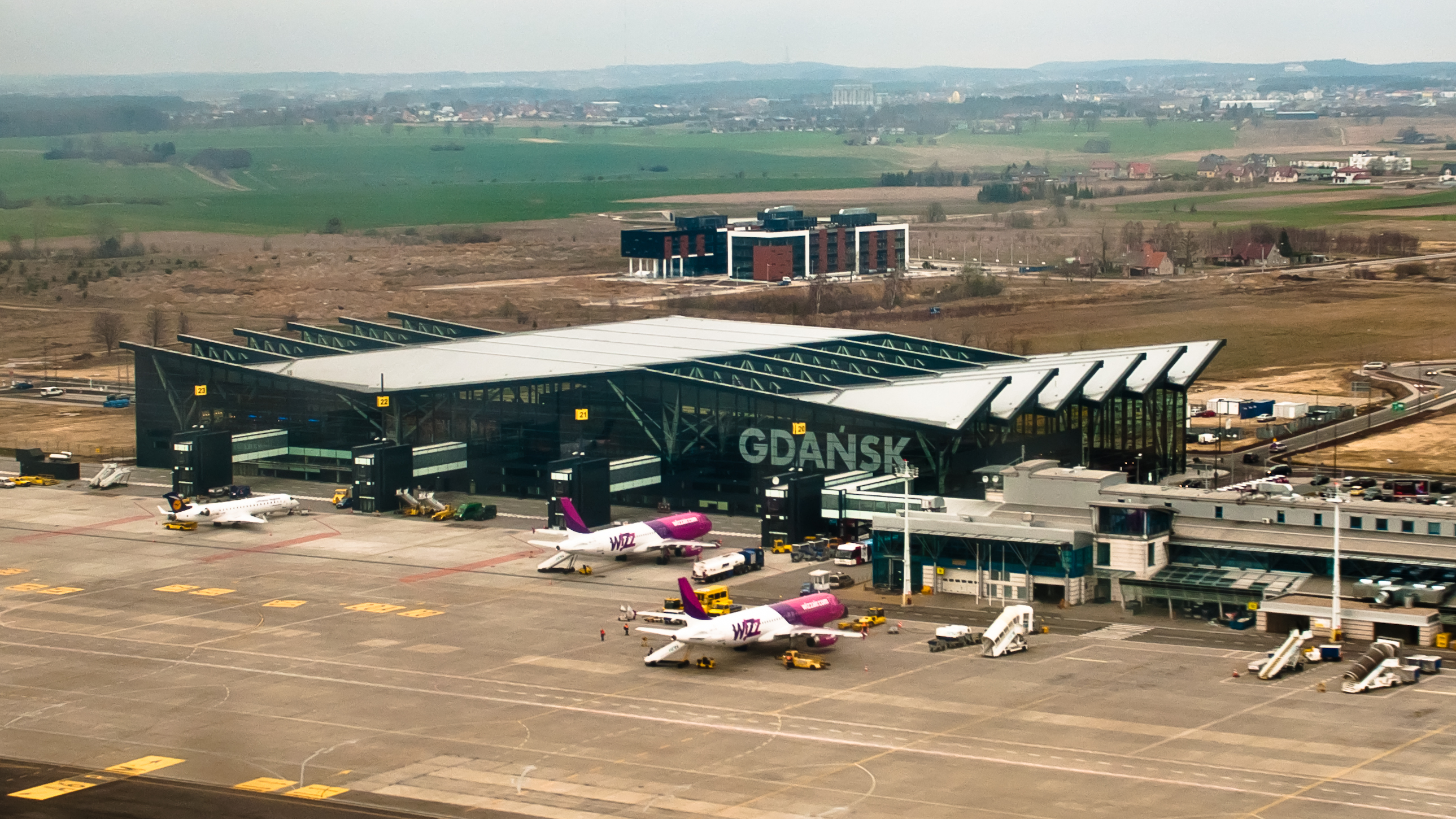
Lech-Wałęsa-Flughafen Danzig

Danzig wurde 2013 über die Autobahn A1 mit Mittel- und Südpolen sowie der Slowakei und Tschechien verbunden.
Die Stadt mit ihrem Hauptbahnhof Gdańsk Główny ist mit der Eisenbahn direkt von den wichtigsten polnischen Städten zu erreichen, von und nach Warschau mit der Bahnstrecke Warszawa–Gdańsk, Richtung Stettin führt die Bahnstrecke Gdańsk–Stargard. Seit dem 6. Juni 2012 wird mit dem EuroCity 55 auch wieder eine durchgehende Verbindung von und nach Berlin angeboten. Alle Fernzüge halten auch an den Stadtteilbahnhöfen Wrzeszcz und Oliwa.
Es gibt eine S-Bahn (SKM Szybka Kolej Miejska w Trójmieście), die Danzig mit Sopot (Zoppot), Gdynia (Gdingen) und Wejherowo (Neustadt in Westpreußen) verbindet. Von Wrzeszcz verbindet die S-Bahn PKM die Stadt mit dem Flughafen.
2015 wurde die Bahnstrecke Gdańsk Wrzeszcz–Gdańsk Osowa eröffnet.
Der innerstädtische öffentliche Nahverkehr wird durch die SKM, die Straßenbahn Danzig und ein dichtes Busliniennetz auf den Danziger Straßen bewältigt.
Seit dem Beitritt Polens zur EU wächst der Danziger Flughafen stark. Er ist der drittgrößte Flughafen Polens (nach Warschau und Krakau; Stand 2014). Im Jahr 2010 wurden über 2,23 Mio. Passagiere abgefertigt. Angeflogen wird er von über 40 nationalen und internationalen Fluggesellschaften, unter anderem von der Lufthansa (aus Frankfurt und München) oder den Billigfluggesellschaften Ryanair und Wizz Air.
Der Hafen von Danzig ist derzeit der größte polnische Hafen. Im Jahr 2012 wurden insgesamt 26,9 Mio. t umgeschlagen. Ferner ist die Stadt über eine Fährverbindung von Schweden (Nynäshamn) zu erreichen.
Die Brücke Most 100-lecia Odzyskania Niepodległości Polski entstand 2018.
Von kleineren innerstädtischen Anlegern an der Mottlau verkehren Ausflugsschiffe regelmäßig hauptsächlich auf den touristischen Routen Richtung Westerplatte, Sopot und Gdynia (Linien F1 und F2). Seit Juni 2012 verbinden auf der Mottlau zusätzlich zwei neue touristische bzw. innerstädtische Linienfährverbindungen regelmäßig vom Anfang Juni bis Anfang September die Innenstadt vom Anleger Poggenpfuhl (Żabi Kruk) mit der Westerplatte (Linie F5) sowie den Fischmarkt (Targ Rybny) mit der Weichselmündung (Narodowe Centrum Żeglarstwa) (Linie F6).
Danzig ist an einige offizielle internationale Radfernwege angeschlossen, so z. B. an den Ostseeküsten-Radweg, der einmal die Ostsee umrundet, und an den Iron Curtain Trail, der entlang des ehemaligen „Eisernen Vorhangs“ von Norwegen bis zum Schwarzen Meer verläuft.

### Ansässige Unternehmen (Auswahl)
Danzig ist seit der Hansezeit als Handelsstadt bekannt vor allem wegen der günstigen Lage an der Ostsee. Der Hafen spielt immer noch eine große Rolle für die polnische Wirtschaft mit 23,3 Mio. t Frachtumschlag (2004). Die wichtigsten Industrien der Stadt sind der Schiffbau (z. B. die Werft Danzig – Stocznia Gdańsk, die Reparatur- und Offshore-Servicewerft Remontowa SA, die Northern Shipyard SA), die petrochemische und chemische Industrie (z. B. die Grupa LOTOS SA) sowie neuerdings Hochtechnologien wie Elektronik (z. B. Intel oder WS OY (Young Digital Poland)), Telekommunikation und Informationstechnologie (z. B. Wirtualna Polska, Lido Technologies). Auch die pharmazeutische Industrie, die Lebensmittelindustrie (z. B. PepsiCo (USA), Dr. Oetker (Deutschland), Fazer OY (Finnland) und Baltic Malt/Malteurop (Frankreich)) und der Kosmetiksektor gewinnen an Bedeutung.

### Tourismus
Danzig ist der Startpunkt des Radwegs EuroVelo 9 (Ostsee-Adria-Route oder Bernstein-Route, polnisch Szlak bursztynowy), der von Danzig durch Polen, Tschechien, Österreich und Slowenien nach Pula in Kroatien führt. Die rund um die Ostsee angelegte EuroVelo 10 (Ostsee-Radweg oder Hanse-Route, polnisch Obwód Hanzeatycki) führt ebenfalls durch Danzig.
Der Tourismus ist eine wichtige Einkommensquelle mit etwa 1,5 Mio. Touristen jährlich.

### Bildung

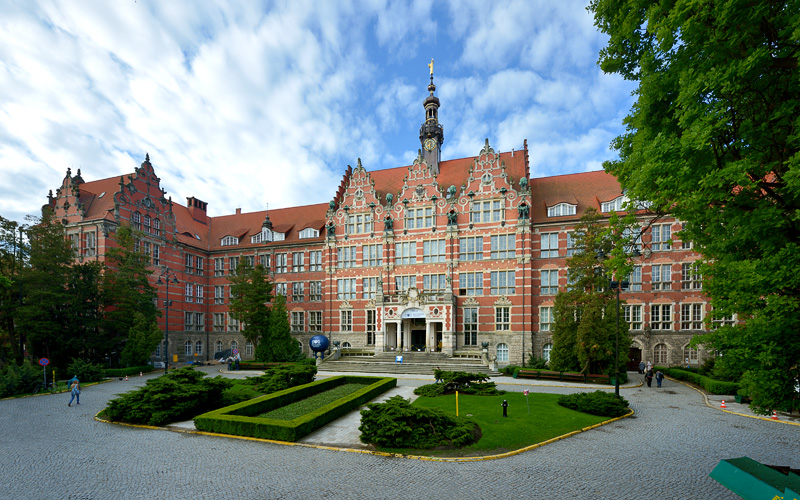
Hauptgebäude der Technischen Universität Danzig

In Danzig gibt es u. a. zehn Hochschulen mit rund 60.000 Studenten und jährlich ca. 10.000 Absolventen (Stand: 2001). Das sind
- Universität Danzig (Uniwersytet Gdański) (33.000 Studenten)
- Technische Universität Danzig (Politechnika Gdańska) (18.000 Studenten)
- Medizinische Universität Danzig (Gdański Uniwersytet Medyczny)
- Sporthochschule Danzig (Akademia Wychowania Fizycznego im. Jędrzeja Śniadeckiego)
- Musikakademie Danzig (Akademia Muzyczna im. Stanisława Moniuszki)
- Kunstakademie Danzig (Akademia Sztuk Pięknych)
- Ateneum – Szkoła Wyższa
- Gdańska Wyższa Szkoła Humanistyczna
- Gdańska Wyższa Szkoła Administracji
- Wyższa Szkoła Bankowa
- Wyższa Szkoła Społeczno-Ekonomiczna
- Wyższa Szkoła Turystyki i Hotelarstwa w Gdańsku
- Wyższa Szkoła Zarządzania sowie
- Polnische Akademie der Wissenschaften, regionale Abteilung Danzig (Polska Akademia Nauk, Oddział w Gdańsku).

## Persönlichkeiten

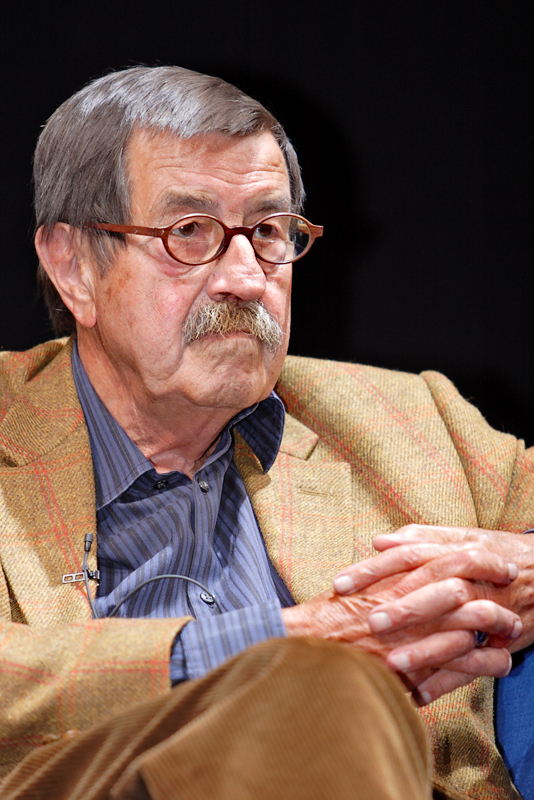
Günter Grass

Zu den bekanntesten Persönlichkeiten Danzigs gehören Abraham van den Blocke, Izaak van den Blocke, Artur Brausewetter, Ludwig Clericus, Daniel Gabriel Fahrenheit, Andreas Schlüter, Jakob Friedrich von Rüchel-Kleist, Arthur Schopenhauer, Johannes Hevelius, Daniel Chodowiecki, Holger Czukay, Hugo Conwentz, Richard Faltin, Günter Grass, Klaus Kinski, Anton Möller (der „Maler von Danzig“), Horst Ehmke, Rupert Neudeck, Paweł Huelle, Lech Wałęsa, Dariusz Michalczewski, Tomasz Wałdoch, Andrzej Grubba, Donald Tusk und Karol Nawrocki.

## Erinnerungskultur und Rezeption
Die frühen Erzählungen des Literaturnobelpreisträgers Günter Grass, der 1927 in Langfuhr geboren wurde, spielen in der Stadt. Im Roman Die Blechtrommel fasste er die Geschichte Danzigs so zusammen: „Zuerst kamen die Rugier, dann kamen die Goten und Gepiden, sodann die Kaschuben, von denen Oskar in direkter Linie abstammt. Bald darauf schickten die Polen den Adalbert von Prag. Der kam mit dem Kreuz und wurde von Kaschuben oder Pruzzen mit der Axt erschlagen. […] Das geschah in einem Fischerdorf und das Dorf hieß Gyddanyzc. Aus Gydannyzc machte man Danczik, aus Danczik wurde Dantzig, das sich später Danzig schrieb, und heute heißt Danzig Gdańsk.“ Sabrina Janeschs Roman Ambra (2012) um eine Deutschpolin in Danzig knüpft an Grass’ literarische Tradition an.
Die Erinnerungskultur wird durch Museen geprägt. Deren Zerrissenheit zeigt sich unter anderem in den von unterschiedlichen politischen Strömungen und Geschichtslehren getragenen musealen Konzepten des Muzeum II Wojny Światowej und des Westerplatte-Museums für das Gedenken an den Zweiten Weltkrieg, der von Danzig ausging.
In Lübeck findet sich das Museum Haus Hansestadt Danzig.